# 1927
| [ Edytuj tabelę ]                                                | |
| Prezydent Polski                                                 | - 1926 Ignacy Mościcki 1939                                                                                         |
| Premier Polski                                                   | - 1926 Józef Piłsudski 1928                                                                                         |
| Król Afganistanu                                                 | - 1919 Amanullah Chan 1929                                                                                          |
| Premier Afganistanu                                              | - 1927 Sardar Szir Ahmad 1929                                                                                       |
| Prezydent Albanii                                                | - 1925 Ahmed Zogu 1928                                                                                              |
| Współksiążęta Andory                                             | - 1920 Justí Guitart i Vilardebó 1940 - 1924 Gaston Doumergue 1931                                                  |
| Prezydent Argentyny                                              | - 1922 Marcelo Torcuato de Alvear 1928                                                                              |
| Premier Australii                                                | - 1923 Stanley Bruce 1929                                                                                           |
| Prezydent Austrii                                                | - 1920 Michael Hainisch 1928                                                                                        |
| Kanclerz Austrii                                                 | - 1926 Ignaz Seipel 1929                                                                                            |
| Król Belgów                                                      | - 1909 Albert I 1934                                                                                                |
| Premier Belgii                                                   | - 1926 Henri Jaspar 1931                                                                                            |
| Król Bhutanu                                                     | - 1926 Jigme Wangchuck 1952                                                                                         |
| Prezydent Boliwii                                                | - 1926 Hernando Siles Reyes 1930                                                                                    |
| Prezydent Brazylii                                               | - 1926 Washington Luiz Pereira de Souza 1930                                                                        |
| Sułtan Brunei                                                    | - 1924 Ahmad Tajuddin 1950                                                                                          |
| Car Bułgarii                                                     | - 1918 Borys III 1943                                                                                               |
| Premier Bułgarii                                                 | - 1926 Andrej Lapczew 1931                                                                                          |
| Prezydent Chile                                                  | - 1925 Emiliano Figueroa Larrain 1927 - 1927 Carlos Ibáñez del Campo 1931                                           |
| Prezydent Chin                                                   | - 1926 Wellington Koo 1927 - 1927 Zhang Zuolin 1928                                                                 |
| Prezydent Czechosłowacji                                         | - 1918 Tomáš Masaryk 1935                                                                                           |
| Premier Czechosłowacji                                           | - 1926 Antonín Švehla 1929                                                                                          |
| Król Danii                                                       | - 1912 Chrystian X 1947                                                                                             |
| Premier Danii                                                    | - 1926 Thomas Madsen- Mygdal 1929                                                                                   |
| Dalajlama                                                        | - 1878 Thubten Gjaco 1933                                                                                           |
| Prezydent Dominikany                                             | - 1924 Horacio Vásquez 1930                                                                                         |
| Władca Egiptu                                                    | - 1917 Fu’ad I 1936                                                                                                 |
| Premier Egiptu                                                   | - 1926 Adli Jakan Pasza 1927 - 1927 Abd al-Chalik Sarwat 1928                                                       |
| Prezydent Ekwadoru                                               | - 1926 Isidro Ayora 1931                                                                                            |
| Premier Estonii                                                  | - 1925 Jaan Teemant 1927 - 1927 Jaan Tõnisson 1928                                                                  |
| Cesarz Etiopii                                                   | - 1916 Zeuditu (cesarzowa) 1930                                                                                     |
| Premier Etiopii                                                  | - 1909 Habte Gijorgis 1927 - 1927 Ras Tafari Makonnen 1936                                                          |
| Prezydent Finlandii                                              | - 1925 Lauri Kristian Relander 1931                                                                                 |
| Premier Finlandii                                                | - 1926 Väinö Tanner 1927 - 1927 Juho Sunila 1928                                                                    |
| Prezydent Francji                                                | - 1924 Gaston Doumergue 1931                                                                                        |
| Premier Francji                                                  | - 1926 Raymond Poincaré 1929                                                                                        |
| Prezydent Senatu Wolnego Miasta Gdańska                          | - 1920 Heinrich Sahm 1931                                                                                           |
| Prezydent Grecji                                                 | - 1926 Pawlos Kunduriotis 1929                                                                                      |
| Prezydent Gwatemali                                              | - 1926 Lázaro Chacón 1931                                                                                           |
| Prezydent Haiti                                                  | - 1922 Louis Borno 1930                                                                                             |
| Król Hiszpanii                                                   | - 1886 Alfons XIII 1931                                                                                             |
| Premier Hiszpanii                                                | - 1923 Miguel Primo de Rivera 1930                                                                                  |
| Król Holandii                                                    | - 1890 Wilhelmina 1948                                                                                              |
| Premier Holandii                                                 | - 1926 Dirk Jan de Geer 1929                                                                                        |
| Prezydent Hondurasu                                              | - 1925 Miguel Paz Barahona 1929                                                                                     |
| Szach Iranu                                                      | - 1925 Reza Szah Pahlawi 1941                                                                                       |
| Premier Iranu                                                    | - 1926 Mostoufi ol-Mamalek 1927 - 1927 Mehdi Gholi Hedajat 1933                                                     |
| Władca Indii                                                     | - 1910 Jerzy V 1936                                                                                                 |
| Król Irlandii                                                    | - 1910 Jerzy V 1936                                                                                                 |
| Premier Irlandii                                                 | - 1922 William Thomas Cosgrave 1932                                                                                 |
| Cesarz Japonii                                                   | - 1926 Hirohito 1989                                                                                                |
| Premier Japonii                                                  | - 1926 Reijirō Wakatsuki 1927 - 1927 Giichi Tanaka 1929                                                             |
| Premier Jugosławii                                               | - 1926 Nikola Uzunović 1927 - 1927 Velimir Vukićević 1928                                                           |
| Premier Kanady                                                   | - 1926 William Lyon Mackenzie King 1930                                                                             |
| Emir Kataru                                                      | - 1913 Abd Allah ibn Kasim Al Sani 1949                                                                             |
| Prezydent Kolumbii                                               | - 1926 Miguel Abadía Méndez 1930                                                                                    |
| Patriarcha Konstantynopola                                       | - 1925 Bazyli III 1929                                                                                              |
| Gubernator Korei (okupacja japońska)                             | - 1919 Makoto Saitō 1927 - 1927 Kazushige Ugaki 1927 - 1927 Hanzō Yamanashi 1929                                    |
| Prezydent Kostaryki                                              | - 1924 Ricardo Jiménez Oreamuno 1928                                                                                |
| Prezydent Kuby                                                   | - 1925 Gerardo Machado 1933                                                                                         |
| Prezydent Liberii                                                | - 1920 Charles King 1930                                                                                            |
| Książę Liechtensteinu                                            | - 1858 Jan II Dobry 1929                                                                                            |
| Premier Liechtensteinu                                           | - 1922 Gustav Schädler 1928                                                                                         |
| Prezydent Litwy                                                  | - 1926 Antanas Smetona 1940                                                                                         |
| Premier Litwy                                                    | - 1926 Augustinas Voldemaras 1929                                                                                   |
| Wielki książę Luksemburga                                        | - 1919 Szarlotta 1964                                                                                               |
| Premier Luksemburga                                              | - 1926 Joseph Bech 1937                                                                                             |
| Prezydent Łotwy                                                  | - 1922 Jānis Čakste 1927 - 1927 Gustavs Zemgals 1930                                                                |
| Premier Łotwy                                                    | - 1926 Marģers Skujenieks 1928                                                                                      |
| Premier Malty                                                    | - 1924 Ugo Pasquale Mifsud 1927 - 1927 Gerald Strickland 1932                                                       |
| Sułtan Maroka                                                    | - 1913 Jusuf ibn Hassan 1927 - 1927 Muhammad V 1953                                                                 |
| Prezydent Meksyku                                                | - 1924 Plutarco Elías Calles 1928                                                                                   |
| Książę Monako                                                    | - 1922 Ludwik II 1949                                                                                               |
| Minister stanu Monako                                            | - 1923 Maurice Piette 1932                                                                                          |
| Przewodniczący Prezydium Małego Churału Państwowego Mongolii     | - 1924 Peldżidijn Genden 1927 - 1927 Dżancangijn Damdinsüren 1929                                                   |
| Premier Mongolii                                                 | - 1923 Balingijn Cerendordż 1928                                                                                    |
| Król Nepalu                                                      | - 1911 Tribhuvan 1950                                                                                               |
| Premier Nepalu                                                   | - 1901 Chandra Shumsher Jang Bahadur Rana 1929                                                                      |
| Prezydent Niemiec                                                | - 1925 Paul von Hindenburg 1934                                                                                     |
| Kanclerz Niemiec                                                 | - 1926 Wilhelm Marx 1928                                                                                            |
| Prezydent Nikaragui                                              | - 1926 Adolfo Díaz 1929                                                                                             |
| Król Norwegii                                                    | - 1905 Haakon VII 1957                                                                                              |
| Premier Norwegii                                                 | - 1926 Ivar Lykke 1928                                                                                              |
| Premier Nowej Zelandii                                           | - 1925 Gordon Coates 1928                                                                                           |
| Sułtan Omanu                                                     | - 1913 Tajmur ibn Fajsal 1932                                                                                       |
| Prezydent Panamy                                                 | - 1924 Rodolfo Chiari 1928                                                                                          |
| Papież                                                           | - 1922 Pius XI 1939                                                                                                 |
| Prezydent Paragwaju                                              | - 1924 Eligio Ayala 1928                                                                                            |
| Prezydent Peru                                                   | - 1919 Augusto B. Leguía 1930                                                                                       |
| Premier Południowej Afryki                                       | - 1924 Barry Hertzog 1939                                                                                           |
| Prezydent Portugalii                                             | - 1926 António Óscar de Fragoso Carmona 1951                                                                        |
| Premier Portugalii                                               | - 1926 António Óscar de Fragoso Carmona 1928                                                                        |
| Król Rumunii                                                     | - 1914 Ferdynand 1927 - 1927 Michał 1930                                                                            |
| Premier Rumunii                                                  | - 1926 Alexandru Averescu 1927 - 1927 Barbu Ştirbey 1927 - 1927 Ion I.C. Brătianu 1927 - 1927 Vintilă Brătianu 1928 |
| Prezydent Salwadoru                                              | - 1923 Alfonso Quiñónez Molina 1927 - 1927 Pío Romero Bosque 1931                                                   |
| Kapitanowie regenci San Marino                                   | - 1926 Giuliano Gozi Ruggero Morri 1927 - 1927 Gino Gozi Marino Morri 1927 - 1927 Marino Rossi Nelson Burgagni 1928 |
| Sekretarz Stanu do spraw Politycznych i Zagranicznych San Marino | - 1918 Giuliano Gozi 1943                                                                                           |
| Król Serbów, Chorwatów i Słoweńców                               | - 1921 Aleksander I 1929                                                                                            |
| Prezydent Syrii                                                  | - 1926 Ahmad Nami 1928                                                                                              |
| Premier Syrii                                                    | - 1926 Ahmad Nami 1928                                                                                              |
| Prezydent Szwajcarii                                             | - 1927 Giuseppe Motta 1927                                                                                          |
| Król Szwecji                                                     | - 1907 Gustaw V 1950                                                                                                |
| Premier Szwecji                                                  | - 1926 Carl Gustaf Ekman 1928                                                                                       |
| Król Tajlandii                                                   | - 1925 Prajadhipok 1935                                                                                             |
| Król Tonga                                                       | - 1918 Salote Tupou III 1965                                                                                        |
| Premier Tonga                                                    | - 1923 Viliami Tungī Mailefihi 1941                                                                                 |
| Prezydent Turcji                                                 | - 1923 Mustafa Kemal 1938                                                                                           |
| Premier Turcji                                                   | - 1925 İsmet İnönü 1937                                                                                             |
| Prezydent Urugwaju                                               | - 1923 José Serrato 1927 - 1927 Juan Campisteguy 1931                                                               |
| Prezydent USA                                                    | - 1923 Calvin Coolidge 1929                                                                                         |
| Prezydent Wenezueli                                              | - 1922 Juan Vicente Gómez 1929                                                                                      |
| Regent Królestwa Węgier                                          | - 1920 Miklós Horthy 1944                                                                                           |
| Premier Węgier                                                   | - 1921 István Bethlen 1931                                                                                          |
| Monarcha Wielkiej Brytanii                                       | - 1910 Jerzy V 1936                                                                                                 |
| Premier Wielkiej Brytanii                                        | - 1924 Stanley Baldwin 1929                                                                                         |
| Cesarz Wietnamu                                                  | - 1926 Bảo Đại 1945                                                                                                 |
| Król Włoch                                                       | - 1900 Wiktor Emanuel III 1946                                                                                      |
| Premier Włoch                                                    | - 1922 Benito Mussolini 1943                                                                                        |
| Przywódca ZSRR                                                   | - 1924 Józef Stalin 1953                                                                                            |
| Premier ZSRR                                                     | - 1924 Aleksiej Rykow 1930                                                                                          |

Rok 1927 / MCMXXVII
stulecia: XIX wiek ~
XX wiek ~
XXI wiek

dziesięciolecia:
1890–1899 •
1900–1909 •
1910–1919 •
1920–1929
• 1930–1939
• 1940–1949
• 1950–1959

lata: 1917 «
1922 «
1923 «
1924 «
1925 «
1926 «
1927
» 1928
» 1929
» 1930
» 1931
» 1932
» 1937

## Wydarzenia w Polsce
- 4 stycznia – masowiec SS „Wilno” jako pierwszy polski statek wszedł do portu w Gdyni.
- 6 stycznia – w Gdyni odbyło się poświęcenie bander pierwszych statków handlowych floty polskiej.
- 9 stycznia – utworzono Ministerstwo Poczt i Telegrafów. Resort objął Bogusław Miedziński.
- 14 stycznia – policja aresztowała kilkuset członków białoruskiej partii Hromada, wśród nich kilku posłów na Sejm.
- 23–30 stycznia – I Międzynarodowy Konkurs Pianistyczny im. Fryderyka Chopina (zwyciężył pianista radziecki Lew Oborin).
- 15 lutego – Rozgłośnia Polskiego Radia w Krakowie jako druga w Polsce, po Warszawie, rozpoczęła emisję programów.
- 17–20 lutego – w Zakopanem odbyły się międzynarodowe narciarskie mistrzostwa Polski.
- 20 lutego – pierwsza bezpośrednia relacja sportowa w historii polskiej radiofonii (Zakopane).
- 26 lutego – Mazurek Dąbrowskiego został oficjalnie polskim hymnem narodowym.
- 11 marca – została zdelegalizowana Niezależna Partia Chłopska.
- 21 marca:
  - koniec kilkutygodniowego strajku włókniarzy okręgu łódzkiego.
  - została zdelegalizowana Hromada.
- 3 kwietnia – zainaugurowano 1. sezon najwyższej ligi piłkarskiej.
- 14 kwietnia – Oficerska Szkoła Lotnictwa została przeniesiona z Grudziądza do Dęblina.
- 16 kwietnia – pierwsza transmisja radiowa hejnału z Wieży Mariackiej kościoła NMP w Krakowie.
- 24 kwietnia – Rozgłośnia Polskiego Radia w Poznaniu jako trzecia w Polsce, po Warszawie i Krakowie, rozpoczęła emisję programów.
- 2 maja – otwarcie wystawy lotniczej w Warszawie.
- 3 maja:
  - rozgłośnia poznańska Polskiego Radia jako pierwsza w Polsce rozpoczęła transmisję mszy katolickich.
  - na antenie rozgłośni poznańskiej Polskiego Radia została wyemitowana po raz pierwszy w Polsce reklama radiowa.
- 27 maja – Stefan Kostrzewski ustanowił rekord Polski w biegu na 400 m wynikiem 50,8 s.
- 5 czerwca:
  - katastrofa w Witkowicach.
  - w Warszawie rozpoczął się I Ogólnokrajowy Zlot Młodzieży Robotniczej i Dzień Sportu Robotniczego, zorganizowane przez OM TUR.
  - rozpoczęto budowę archikatedry Chrystusa Króla w Katowicach.
- 7 czerwca – poseł ZSRR w Polsce Piotr Wojkow został zamordowany w Warszawie przez działacza białogwardyjskiego, Borysa Kowerdę. Moskwa ogłosiła zabójstwo na dworcu warszawskim „aktem wojny” i postawiła w stan gotowości bojowej Chłopsko-Robotniczą Armię Czerwoną.
- 10 czerwca – utworzenie Państwowego Zakładu Higieny.
- 14 czerwca – warszawski magistrat przyjął uchwałę o utworzeniu na Pradze Miejskiego Ogrodu Zoologicznego.
- 19 czerwca – podniesiono banderę na statku pasażerskim SS „Gdańsk”.
- 28 czerwca – prochy Juliusza Słowackiego po przewiezieniu do Polski złożono w krypcie Wieszczów w katedrze św. Stanisława i św. Wacława w Krakowie.
- 2 lipca – w Wilnie Aleksander Kakowski koronował obraz Matki Boskiej Ostrobramskiej, zwanej też Madonną Wileńską lub Ostrobramską Matką Miłosierdzia.
- 8–10 lipca – VIII Mistrzostwa Polski Mężczyzn w lekkiej atletyce. Cztery zwycięstwa Alfreda Freyera 5000 m – 15:54,4 s; 10 000 km – 33:40,4 s; maraton – 3.09:51,8 s; 9 km przełaje – 31:29,0 s.
  - 8 lipca – biegacz Czesław Foryś ustanowił rekord Polski w biegu na 1500 m ppł. (4:06,0 s).
  - 10 lipca – płotkarz Władysław Dobrowolski ustanowił rekord Polski w biegu na 110 m ppł. (16,0 s).
- 17 lipca – Bydgoszcz: I Długodystansowe Mistrzostwa Polski w pływaniu (5 000 m). Zwycięzcy: O. Schreiberówna – 2.07:59,3 s; J. Jurkowski – 1.38:42,6 s.
- 30–31 lipca – międzynarodowe regaty wioślarskie w Brdyujściu pod Bydgoszczą (relacjonowane przez Polskie Radio).
- 7 sierpnia – zaginął gen. Włodzimierz Zagórski (przeciwnik procesu sanacji).
- 12 sierpnia – powstał Związek Polskiej Młodzieży Demokratycznej.
- 14 sierpnia – pierwszy w historii polskiego automobilizmu samochodowo-motocyklowy wyścig górski (Wyścig Tatrzański przeprowadzony na odcinku górskiej szosy Łysa Polana–Morskie Oko).
- 28 sierpnia – w Spale odbyły się pierwsze ogólnopolskie dożynki pod patronatem prezydenta RP.
- 4 września – Halina Konopacka ustanowiła rekord świata w rzucie dyskiem wynikiem 39,18 m.
- 11 września – Wisła Kraków wygrała 15:0 z TKS Toruń. Był to najwyższy wynik w polskiej Ekstraklasie.
- 13–16 września – odbyło się spotkanie przedstawicieli sanacji z konserwatystami w Dzikowie.
- 24 września – wykluczenie Jędrzeja Moraczewskiego z PPS.
- 25 września – została otwarta Nowa Synagoga w Gdańsku-Wrzeszczu.
- 8 października – w Krakowie sprinterka Jadwiga Ciepły ustanowiła rekord Polski w biegu na 200 m (28,2 s).
- 9 października – w Krakowie:
  - płotkarka Felicja Schabińska ustanowiła rekord Polski w biegu na 80 m ppł. (13,2 s).
  - czternastoletnia Gertruda Kilos ustanowiła rekord Polski w biegu na 800 m (2:34,2 s).
- 19 października – założono Aeroklub Warszawski.
- 26 października – ze Szwajcarii sprowadzono do Polski zbiory Muzeum w Rapperswilu oraz urnę z sercem Tadeusza Kościuszki.
- Listopad – powstał Bezpartyjny Blok Współpracy z Rządem.
- 10 listopada – premiera filmu Ziemia obiecana.
- 23 listopada – padła Kasztanka, ulubiona klacz marszałka Józefa Piłsudskiego.
- 4 grudnia – Rozgłośnia Polskiego Radia w Katowicach jako czwarta w Polsce, po Warszawie, Krakowie i Poznaniu, rozpoczęła emisję programów.
- 11 grudnia – otwarto Elektryczną Kolej Dojazdową w Warszawie.
- 13 grudnia – rozporządzeniem prezydenta RP odcień czerwieni na fladze Rzeczypospolitej Polskiej zmieniono z karmazynu na cynober.
- 18 grudnia – zjazd PZPN uznał wstecznie zwycięzcę rozłamowej ligi Mistrzem Polski.
- 21 grudnia:
  - powstały Polskie Zakłady Lotnicze.
  - spłonął pałac Tarnowskich w Tarnobrzegu. W czasie akcji ratowania zbiorów biblioteki zawalił się strop, w wyniku czego zginęło 8 osób, w tym wielokrotny mistrz i rekordzista Polski w biegach na długich dystansach Alfred Freyer.
- 24 grudnia – spłonął Zameczek Prezydencki w Wiśle.
- 27 grudnia – zostało zawarte porozumienie o wymianie więźniów politycznych między ZSRR i Polską.
- Grudzień – otwarcie Instytutu Aerodynamicznego w Warszawie.
- Ustanowienie godła II Rzeczypospolitej.

## Wydarzenia na świecie
- 1 stycznia – w Meksyku formalnie rozpoczęło się powstanie przeciw antyklerykalnemu rządowi – powstanie Cristero.
- 7 stycznia:
  - pierwsza transatlantycka rozmowa telefoniczna pomiędzy Nowym Jorkiem a Londynem.
  - amerykański zespół koszykarski Harlem Globetrotters rozegrał swój pierwszy mecz.
- 9 stycznia:
  - w Lizbonie próba rewolty przeciw rządom António Óscara de Fragoso Carmona została stłumiona.
  - 78 dzieci zginęło w pożarze kina Laurier Palace Theatre w Montrealu.
- 10 stycznia – Berlin: premiera filmu Metropolis (reżyseria: Fritz Lang).
- 11 stycznia – powstała amerykańska Akademia Filmowa.
- 13 stycznia – została podpisana niemiecko-włoska umowa o budowie autostrady Hamburg – Mediolan.
- 14 stycznia – Paul Doumer został wybrany prezydentem Francji.
- 15 stycznia – H.B.T. Wakelam przekazywał z Twickenham przebieg meczu rugby Anglia-Walia (pierwsza radiowa transmisja sportowa rozgłośni BBC).
- 19 stycznia – Wielka Brytania wysłała oddziały wojskowe do Chin.
- 22 stycznia – pierwsza w historii radiowa transmisja z meczu piłkarskiego (Arsenal F.C.–Sheffield United F.C.).
- 30 stycznia – w Schattendorfie w kraju związkowym Burgenland w Austrii doszło do starcia pomiędzy członkami lewicowego Schutzbundu oraz prawicowymi weteranami Heimwehry.
- 31 stycznia – po 7 latach działalności Międzyaliancka Komisja Kontrolna pod przewodnictwem francuskiego gen. Nolleta(inne języki) zakończyła pobyt w Niemczech (nadzór nad realizacją postanowień traktatu wersalskiego). Zniesiono kontrolę nad gospodarką Niemiec.
- 12 lutego – pierwsze oddziały brytyjskie lądowały w Szanghaju.
- 13 lutego – założono kolumbijski klub piłkarski América Cali.
- 14 lutego – trzęsienie ziemi w Jugosławii – 700 osób straciło życie.
- 19 lutego – strajk generalny w Szanghaju w proteście przeciwko obecności wojsk brytyjskich.
- 21 lutego – w Berlinie odbyła się premiera operetki Carewicz Franza Lehára.
- 23 lutego:
  - w USA Federal Radio Commission (później przemianowana na „Federal Communications Commission” – Federalna Komisja Łączności) rozpoczyna regulację wykorzystania częstotliwości radiowych dla celów związanych z komunikacją.
  - powstanie Cristero w Meksyku: pierwsze zwycięstwo powstańców walczących z antyklerykalnym rządem w bitwie pod San Francisco del Rincón (stan Guanajuato).
- 25 lutego – wszedł w życie artykuł 58 radzieckiego kodeksu karnego, umożliwiający aresztowanie wszystkich podejrzanych o działalność kontrrewolucyjną.
- 4 marca – w Republice Południowej Afryki doszło do „gorączki diamentowej”, w czasie której główne kompanie wydobywające diamenty zatrudniają wytrenowanych sportowców, by zabezpieczyć swe roszczenia.
- 7 marca – ponad 3 tys. osób zginęło w trzęsieniu ziemi w prefekturze Kioto na japońskiej wyspie Honsiu.
- 10 marca – Albania mobilizowała swe siły zbrojne w obawie przed atakiem Jugosławii.
- 14 marca – założono linie lotnicze Pan Am.
- 17 marca – zwodowano australijski ciężki krążownik HMAS „Australia”.
- 25 marca – wszedł do służby japoński lotniskowiec „Akagi”.
- 1 kwietnia – w Dreźnie pierwsza kobieta została oficerem policji w Niemczech.
- 5 kwietnia – Parlament Wielkiej Brytanii uchwalił ustawę (ang. Trade Disputes Act) zabraniającą strajku w celu poparcia żądań robotników już strajkujących. Ta sama ustawa zabraniała skarżenia związków zawodowych za straty wynikłe ze strajku.
- 7 kwietnia – w USA kompania „Bell Telephone Co.” dokonała udanej transmisji obrazu – była to pierwsza udana transmisja telewizyjna na duży dystans (Waszyngton – Nowy Jork), dzięki wykorzystaniu linii telefonicznej.
- 8 kwietnia – Gustavs Zemgals został prezydentem Łotwy.
- 12 kwietnia:
  - parlament brytyjski wydał akt prawny (ang. Royal and Parliamentary Titles Act 1927) zmieniający nazwę Zjednoczone Królestwo Wielkiej Brytanii i Irlandii na Zjednoczone Królestwo Wielkiej Brytanii i Irlandii Północnej. Zmiana ta potwierdza istnienie Wolnego Państwa Irlandzkiego nienależącego do królestwa.
  - oddziały Kuomintangu zabiły robotników wspierających komunistów w Szanghaju. Wydarzenie to zapoczątkowało wojnę domową w Chinach pomiędzy nacjonalistami i komunistami trwającą do 1950 roku.
  - litewski dyktator Antanas Smetona, po wyrażeniu rządowi wotum nieufności przez większość sejmową rozwiązał parlament, który nie zebrał się aż do 1936 roku.
- 13 kwietnia – pierwsi badacze dotarli do miejsca katastrofy tunguskiej z 1908 roku.
- 14 kwietnia – rozpoczęła się produkcja ÖV4(inne języki), pierwszego modelu Volvo.
- 17 kwietnia – reprezentacja Niemiec w rugby mężczyzn w swym pierwszym oficjalnym meczu pokonała Francję 30:5.
- 18 kwietnia:
  - w ZSRR rozpoczął się IV zjazd rad, na którym uchwalono zasady pierwszego planu pięcioletniego.
  - Czang Kaj-szek po zdobyciu Nankinu, przy poparciu konserwatystów, utworzył rząd.
- 19 kwietnia:
  - otwarto Port lotniczy Düsseldorf.
  - powstanie Cristero w Meksyku: katoliccy powstańcy napadli, a następnie oblali benzyną i podpalili pociąg mający przewozić pieniądze; zginęło 51 osób.
  - amerykańska aktorka Mae West została skazana na 10 dni za „deprawację nieletnich”.
- 20 kwietnia – Giichi Tanaka został premierem Japonii.
- 21 kwietnia – rozpoczął się kryzys bankowy w Japonii.
- 22 kwietnia–5 maja – wielka powódź – wylew rzeki Missisipi dotknął około 700 tys. osób, była to największa powódź w historii USA.
- 1 maja – w Berlinie została reaktywowana NSDAP.
- 2 maja – przyjęto flagę Alaski.
- 6 maja – premiera filmu niemego Siódme niebo.
- 7 maja – koniec wojny domowej w Nikaragui.
- 8 maja – pilot Charles Nungesser i nawigator François Coli(inne języki) wystartowali z Paryża w kierunku Nowego Jorku na pokładzie specjalnie adaptowanego jednosilnikowego samolotu rozpoznawczego Levasseur PL-8 nazwanego L’Oiseau Blanc (Biały Ptak), z zamiarem odbycia pierwszego w historii, nieprzerwanego przelotu między kontynentalnymi częściami Europy i Ameryki Północnej, zakończonego prawdopodobnie katastrofą i zaginięciem załogi.
- 9 maja:
  - stolicę Australii przeniesiono z Melbourne do Canberry.
  - Australijski Parlament po raz pierwszy obradował w Canberze.
- 11 maja – założono Amerykańską Akademię Sztuki i Wiedzy Filmowej.
- 12 maja – brytyjska policja dokonała rewizji w pomieszczeniach sowieckiej misji gospodarczej.
- 13 maja:
  - „czarny piątek” w Niemczech stał się początkiem załamania się gospodarki niemieckiej.
  - Jerzy V proklamował zmianę swego tytułu z „król Zjednoczonego Królestwa Wielkiej Brytanii i Irlandii” na „król Wielkiej Brytanii i Irlandii Północnej”.
  - założono klub piłkarski Dynamo Kijów.
- 18 maja – 45 osób (w tym 38 dzieci i sprawca Andrew Kehoe) zginęło, a 58 zostało rannych w zamachu bombowym na szkołę w Bath Township w amerykańskim stanie Michigan.
- 20 maja – Arabia Saudyjska uzyskała niezależność od Wielkiej Brytanii (Traktat z Dżudda).
- 20–21 maja – Charles Lindbergh dokonał samotnego przelotu przez Atlantyk.
- 22 maja:
  - wielkie trzęsienie ziemi w Chinach w prowincji Qinghai w mieście Xining – zginęło 200 tys. osób (8,6 w skali Richtera).
  - w mieście Meksyk założono klub piłkarski Cruz Azul.
- 23 maja – przed 600 członkami Amerykańskiego Instytutu Elektrycznych Inżynierów (ang. American Institute of Electrical Engineers) i Instytutu Radiowych Inżynierów (ang. Institute of Radio Engineers) w Nowym Jorku, w budynku Bell Telephone, odbyła się pierwsza publiczna demonstracja telewizji.
- 24 maja – Tomáš Masaryk został po raz trzeci wybrany na urząd Prezydenta Czechosłowacji.
- 27 maja:
  - zerwanie stosunków dyplomatycznych między ZSRR i Wielką Brytanią.
  - Ford Motor Company zaprzestał produkcji Modelu T.
- Maj – Philo Taylor Farnsworth transmitował pierwszy eksperymentalny elektroniczny obraz telewizyjny.
- 4 czerwca – Jugosławia zerwała stosunki dyplomatyczne z Albanią.
- 9 czerwca – w ZSRR wykonano wyrok śmierci na dwudziestu Brytyjczykach oskarżonych o rzekome szpiegostwo.
- 12 czerwca w Berlinie:
  - Niemka Eva von Bredow ustanowiła rekord świata w biegu na 80 m ppł. wynikiem 12,6 s.
  - Brytyjka Eileen Edwards(inne języki) ustanowiła rekord świata w biegu na 200 m wynikiem 25,4 s.
- 13 czerwca:
  - Leon Daudet, przywódca francuskich monarchistów, został aresztowany.
  - w Nowym Jorku na Manhattanie na 5th Avenue odbyła się parada (ang. Ticker-tape parade) na cześć Charlesa Lindbergha.
- 14 czerwca – na paryskim Cmentarzu Montmartre ekshumowano szczątki Juliusza Słowackiego i na polecenie marszałka Józefa Piłsudskiego przewieziono je do Polski.
- 18 czerwca – Zhang Zuolin został przewodniczącym rządu Republiki Chińskiej.
- 2 lipca:
  - w Lincoln, Amerykanin John Gibson ustanowił rekord świata w biegu na 400 m ppł. wynikiem 52,6 s.
  - w Wilnie koronowano obraz Matki Boskiej Ostrobramskiej.
- 10 lipca – w Dublinie Irlandzka Armia Republikańska dokonała udanego zamachu na wiceprezydenta Wolnego Państwa Irlandzkiego Kevina O’Higginsa.
- 11 lipca – w trzęsieniu ziemi w Palestynie zginęło około 350 osób.
- 14 lipca – odbył się pierwszy komercyjny lot na Hawaje.
- 15 lipca – w Wiedniu doszło do starć pomiędzy zwolennikami Socjaldemokratycznej Partii Austrii i policją – 85 uczestników walk ulicznych straciło życie i 5 policjantów, 600 osób zostało rannych.
- 22 lipca – został założony włoski klub piłkarski AS Roma.
- 24 lipca – w Ypres odsłonięto „Menenpoort” – memoriał I wojny światowej.
- 1 sierpnia – została sformowana Chińska Armia Ludowo-Wyzwoleńcza, jako Armia Czerwona (红军), zbrojne ramię Komunistycznej Partii Chin.
- 7 sierpnia:
  - Most Pokoju (ang. Peace Bridge(inne języki)) został otwarty pomiędzy miejscowością Fort Erie w Kanadzie i miastem Buffalo w USA.
  - Niemka Lina Batschauer-Radke ustanowiła rekord świata w biegu 800 m wynikiem 2.23,8 s.
- 16 sierpnia – rozpoczęto budowę Ambassador Bridge.
- 19 sierpnia – władze Cerkwi Prawosławnej uznały państwo radzieckie.
- 22 sierpnia – w Hyde Parku w Londynie dwieście osób demonstrowało przeciw wyrokowi na Ferdinando Sacco i Bartolomeo Vanzettiego.
- 23 sierpnia – na krześle elektrycznym zostali straceni Sacco i Vanzetti, egzekucja ta wywołała rozruchy w Londynie i w Berlinie, a w Paryżu ambasada Stanów Zjednoczonych była oblegana przez protestujących.
- 24–25 sierpnia – huragan przeszedł przez wybrzeże atlantyckie Kanady, powodując poważne straty – 56 osób straciło życie.
- 7 września – w Brazylii w mieście Belo Horizonte został założony uniwersytet publiczny (port. Universidade Federal de Minas Gerais).
- 10 września – Francja pierwszy raz wygrała w Pucharze Davisa.
- 14 września – podwodne trzęsienie ziemi u wybrzeży Japonii zabiło ponad 100 osób.
- 18 września – powstało przedsiębiorstwo „Columbia Phonographic Broadcasting System”, później przemianowane na „Columbia Broadcasting System” – CBS. Przedsiębiorstwo to rozpoczęło działalność z 47 stacjami radiowymi rozsianymi po terytorium Stanów Zjednoczonych.
- 22 września – rozpoczął działalność Teatr Polski w Rydze.
- 23 września – Niemcy przystąpiły do Międzynarodowego Trybunału Rozjemczego w Hadze.
- 27 września – tornado przeszło przez miasto East Saint Louis w stanie Illinois, spowodowało poważne straty i pozbawiło życia 79 osób, raniło 550 osób.
- 30 września – otwarto pierwszy odcinek tokijskiego metra.
- 4 października – John Borglum rozpoczął pracę nad wykuwaniem Mount Rushmore.
- 6 października – premiera amerykańskiego filmu muzycznego „Śpiewak jazzbandu” była wielkim sukcesem komercyjnym i stała się zwiastunem końca ery kina niemego.
- 8 października – „Morderczy ciąg” (ang. Murderer’s Row), drużyna baseballowa New York Yankees w czterech meczach rozgromiła Pittsburgh Pirates i zdobyła trofeum World Series.
- 25 października – u wybrzeży Brazylii zatonął włoski statek pasażerski SS Principessa Mafalada; zginęło 312 osób.
- 27 października – królowa Holandii Wilhelmina uroczyście otwarła kanał Maas-Waalkanaal w Nijmegen.
- 28 października – samolot linii lotniczych Pan American World Airways odbył pierwszy rejsowy lot z Key West na Florydzie do Hawany.
- 12 listopada:
  - Mahatma Gandhi odbył swą pierwszą i jedyną wizytę na Cejlonie.
  - Lew Trocki na XV Zjeździe WKP(b) został usunięty z partii pod zarzutem prowadzenia działalności antypartyjnej.
  - został otwarty Holland Tunnel pod rzeką Hudson łączący stan New Jersey z Nowym Jorkiem.
- 21 listopada – masakra w Columbine Mine w stanie Kolorado – policja zaatakowała strajkujących górników ogniem karabinów maszynowych.
- 24 listopada:
  - Vintilă Brătianu został premierem Rumunii.
  - nad północną Anglią i Walią można było zaobserwować zaćmienie słońca.
- 29 listopada – Aleksandr Alechin pokonał Capablankę, uzyskując tytuł mistrza świata w szachach.
- 2 grudnia – po 19 latach produkcji samochodu Ford Model T, Ford Motor Company rozpoczął sprzedaż nowego modelu – Ford Model A; samochód kosztował 395 dolarów.
- 12 grudnia – w Londynie hospitalizowano 1600 osób, które doznały obrażeń ze względu na oblodzone ulice.
- 14 grudnia – Irak ogłosił niezależność od Wielkiej Brytanii.
- 17 grudnia – amerykański okręt podwodny USS S-4 (SS-109) został przypadkowo staranowany przez amerykański niszczyciel należący do Straży Wybrzeża Stanów Zjednoczonych u wybrzeża stanu Massachusetts, po kilku nieudanych próbach podniesienia z dna okrętu, wszyscy członkowie załogi zginęli.
- 30 grudnia – w Tokio otwarto pierwszą linię metra – linia Ginza.
- W Wielkiej Brytanii 1000 ludzi umierało tygodniowo zarażonych grypą.
- W Rzymie odbyły się II Letnie Mistrzostwa Świata Studentów (złoty medal: Józef Jaworski 3000 m – 9:20,4 s).

## Urodzili się
- 1 stycznia:
  - Pinchas Burstein, polski malarz, grafik pochodzenia żydowskiego (zm. 1977)
  - Józef Ciupiński, polski biolog (zm. 2015)
  - Vernon Smith, amerykański ekonomista, laureat Nagrody Nobla
  - Juliusz Łuciuk, polski kompozytor (zm. 2020)
  - Jerzy Stawski, kapitan Wojska Polskiego, żołnierz podziemia niepodległościowego, artysta malarz (zm. 2022)
  - Janina Żbikowska, regionalistka, muzealnik, pedagog
- 2 stycznia:
  - Robert Alt, szwajcarski bobsleista (zm. 2017)
  - Andrzej Borecki, polski scenograf filmowy (zm. 2011)
  - Wiesław Garboliński, polski malarz, rysownik (zm. 2014)
  - Jurij Grigorowicz, rosyjski tancerz i choreograf (zm. 2025)
  - Stanisław Michel, polski architekt (zm. 2020)
- 3 stycznia:
  - Teresa Dzieduszycka, polska tłumaczka literatury polskiej na język francuski (zm. 2017)
  - Tytus Karlikowski, polski działacz niepodległościowy (zm. 2019)
- 4 stycznia – Barbara Rush, amerykańska aktorka (zm. 2024)
- 5 stycznia – Stanisław Ceberek, polski polityk, poseł na Sejm PRL, senator RP (zm. 2009)
- 6 stycznia:
  - Józef Mika, polski żołnierz AK i NSZ, uczestnik podziemia antykomunistycznego (zm. 1951)
  - Kazimierz Szablewski, polski historyk, dyplomata (zm. 2008)
- 7 stycznia:
  - Jurij Babanski, rosyjski pedagog (zm. 1987)
  - Wiesław Witkowski, polski filolog i językoznawca (zm. 2022)
- 8 stycznia:
  - Jan Bochenek, polski matematyk (zm. 2009)
  - Zbigniew Frieman, polski altowiolista, dyrygent, pedagog (zm. 2019)
  - Małgorzata Lorentowicz, polska aktorka (zm. 2005)
  - Virginia Norwood, amerykańska fizyczka (zm. 2023)
- 9 stycznia – František Ždiarsky, słowacki taternik, alpinista, przewodnik tatrzański i ratownik górski (zm. 2004)
- 10 stycznia:
  - Johnnie Ray, amerykański piosenkarz (zm. 1990)
  - Otto Stich, szwajcarski polityk (zm. 2012)
- 13 stycznia:
  - Brock Adams, amerykański polityk, senator ze stanu Waszyngton (zm. 2004)
  - Sydney Brenner, brytyjski biolog, laureat Nagrody Nobla (zm. 2019)
  - Guy Sajer, francuski pisarz (zm. 2022)
  - Anna Sobolewska, polska aktorka, piosenkarka (zm. 2020)
- 15 stycznia – Kirti Nidhi Bista, nepalski polityk, trzykrotny premier Nepalu (zm. 2017)
- 17 stycznia:
  - Eartha Kitt, amerykańska aktorka, piosenkarka, gwiazda kabaretowa (zm. 2008)
  - Harlan Mathews, amerykański polityk (zm. 2014)
- 19 stycznia: 
  - Henryk Jurkowski, polski krytyk, historyk i teoretyk teatru (zm. 2016)
  - Lisa Lu, amerykańska aktorka filmowa i telewizyjna pochodzenia chińskiego
- 20 stycznia – Czesław Zając, polski strzelec sportowy
- 23 stycznia:
  - Jan Boczek, polski entomolog (zm. 2019)
  - Zbigniew Kaszkur, polski satyryk, autor tekstów piosenek (zm. 1999)
  - Michał Żywień, polski dziennikarz (zm. 2008)
- 24 stycznia – Paula Hawkins, amerykańska polityk, senator ze stanu Floryda (zm. 2009)
- 25 stycznia:
  - Antônio Carlos Jobim, brazylijski muzyk, kompozytor, aranżer, wokalista (zm. 1994)
  - Paul Kim Tchang-ryeol, koreański duchowny katolicki
- 26 stycznia – Victor Mees, belgijski piłkarz (zm. 2012)
- 27 stycznia – Józef Ławnik, polski historyk (zm. 2019)
- 28 stycznia:
  - Maria Łopatkowa, polska działaczka społeczna (zm. 2016)
  - Hiroshi Teshigahara, japoński reżyser filmowy (zm. 2001)
- 29 stycznia – Lewis Urry, kanadyjski chemik i wynalazca (zm. 2004)
- 30 stycznia – Olof Palme, szwedzki polityk (zm. 1986)
- 31 stycznia:
  - Yrjö O. Alanen, fiński psychiatra (zm. 2022)
  - Wojciech Dworczyk, polski publicysta, podróżnik, reportażysta (zm. 2012)
  - Julian Wojtkowski, polski duchowny, biskup pomocniczy warmiński
- 1 lutego – Jolanta Owidzka, polska twórczyni tkaniny artystycznej (zm. 2020)
- 2 lutego – Stan Getz, amerykański saksofonista jazzowy (zm. 1991)
- 3 lutego – Kenneth Anger, amerykański reżyser, scenarzysta, aktor, pisarz i producent filmowy (zm. 2023)
- 4 lutego:
  - Arthur Cohn, szwajcarski producent filmowy
  - Józef Głomb, polski uczony (zm. 2021)
- 5 lutego:
  - Jean Hamilius, luksemburski polityk
  - Yūki Shōji, pisarz japoński (zm. 1996)
- 6 lutego:
  - Artur Czyżyk, polski diabetolog (zm. 2012)
  - Bogusław Drewniak, polski historyk (zm. 2017)
  - Kazimierz Korbel, polski fizyk, profesor nauk technicznych (zm. 2020)
  - Cewi Laron, izraelski endokrynolog dziecięcy
  - Gerard K. O’Neill, amerykański fizyk, futurolog (zm. 1992)
  - Adam Sikora, polski filozof (zm. 2011)
- 7 lutego:
  - Aleksandra Fuglewicz, polska działaczka antyhitlerowska (zm. 2007)
  - Juliette Gréco, francuska piosenkarka i aktorka (zm. 2020)
  - Wołodymyr Kuc, radziecki (ukraiński) lekkoatleta (zm. 1975)
- 8 lutego:
  - Stefan Sawicki, polski teoretyk i historyk literatury
  - Zdzisław Wroniak, polski historyk (zm. 2021)
- 10 lutego
  - Alma Adamkienė, litewska działaczka społeczna, pierwsza dama (zm. 2023)
  - Leontyne Price, amerykańska śpiewaczka operowa
- 12 lutego:
  - Terry MacBride, australijski rugbysta (zm. 2019)
  - Maire Österdahl, fińska lekkoatletka, skoczkini w dal (zm. 2013)
- 14 lutego:
  - Victor Manuel Maldonado Barreno, ekwadorski duchowny katolicki (zm. 2025)
  - Lois Maxwell, kanadyjska aktorka (zm. 2007)
  - Gilberto Pereira Lopes, brazylijski duchowny katolicki
- 15 lutego – Carlo Maria Martini, włoski duchowny katolicki, kardynał (zm. 2012)
- 16 lutego:
  - Ludwig Averkamp, niemiecki duchowny katolicki, arcybiskup metropolita Hamburga (zm. 2013)
  - June Brown, brytyjska aktorka (zm. 2022)
  - Jerzy Korczak, polski pisarz, prozaik i satyryk (zm. 2021)
  - Alfredo Magarotto, włoski duchowny katolicki, biskup Vittorio Veneto (zm. 2021)
- 17 lutego – Juan Almeida Bosque, kubański polityk i jeden z dowódców rewolucji kubańskiej (zm. 2009)
- 18 lutego: 
  - Harold Frederick, strzelec z Wysp Dziewiczych Stanów Zjednoczonych
  - John Warner, amerykański polityk, senator ze stanu Wirginia (zm. 2021)
- 19 lutego – Kaj Allan Olsen, duński kolarz
- 20 lutego:
  - Hubert de Givenchy, francuski projektant mody (zm. 2018)
  - Sidney Poitier, amerykański aktor (zm. 2022)
  - Ludmiła (Polakowska), polska mniszka prawosławna pochodzenia rosyjskiego (zm. 2016)
- 22 lutego:
  - Miriam Argüello, nikaraguańska prawniczka i polityczka (zm. 2019)
  - Emil Bobu, rumuński polityk (zm. 2014)
  - Florencio Campomanes, filipiński działacz szachowy, prezydent FIDE (zm. 2010)
  - Guy Mitchell, amerykański piosenkarz (zm. 1999)
- 23 lutego – Wiesław Stradomski, polski dziennikarz, publicysta, historyk i krytyk filmowy (zm. 2012)
- 24 lutego:
  - Irena Kluk-Drozdowska, polska muzyk, pedagog (zm. 2013)
  - Senan Louis O’Donnell, irlandzki duchowny katolicki (zm. 2023)
  - Zbigniew Raniszewski, polski żużlowiec (zm. 1956)
- 25 lutego – Sergiusz Rubczewski, polski działacz partyjny i urzędnik państwowy (zm. 2021)
- 26 lutego – Witold Giersz, polski reżyser
- 27 lutego:
  - August Chełkowski, polski polityk, marszałek Senatu (zm. 1999)
  - Peter Whittle, nowozelandzki matematyk i statystyk (zm. 2021)
- 28 lutego:
  - Kazimierz Dudek, polski funkcjonariusz UB i SB, generał brygady MO (zm. 2012)
  - Adam Nowak, polski duchowny katolicki (zm. 2020)
- 1 marca:
  - Harry Belafonte, amerykański piosenkarz (zm. 2023)
  - Claude Gensac, francuska aktorka (zm. 2016)
- 2 marca:
  - Athanase Bala, kameruński duchowny katolicki, biskup Bafia (zm. 2019)
  - Roger Walkowiak, francuski kolarz (zm. 2017)
- 3 marca:
  - Pierre Aubert, szwajcarski polityk, prezydent Szwajcarii (zm. 2016)
  - Waldemar Kozłowski, polski leśnik, polityk, minister leśnictwa i przemysłu drzewnego (zm. 1993)
  - Christian Menn, szwajcarski projektant mostów (zm. 2018)
  - Danuta Olędzka – polska architektka, urbanistka, nauczyciel akademicki (zm. 2025)
- 4 marca:
  - Jacques Dupin, francuski poeta (zm. 2012)
  - Fiodor Nowikow, rosyjski piłkarz, trener (zm. 2008)
  - Roman Pampuch, polski chemik, profesor nauk technicznych (zm. 2017)
  - Dick Savitt, amerykański tenisista (zm. 2023)
  - Jan van Schijndel, holenderski piłkarz (zm. 2011)
- 5 marca:
  - Maria Klejdysz, polska aktorka (zm. 2009)
  - Robert Lindsay (29. hrabia Crawford), brytyjski arystokrata i polityk (zm. 2023)
- 6 marca:
  - William Joseph Bell, amerykański scenarzysta (zm. 2005)
  - Gordon Cooper, amerykański astronauta (zm. 2004)
  - Gabriel García Márquez[1], kolumbijski powieściopisarz, laureat Nagrody Nobla (zm. 2014)
- 7 marca – Jerzy Hrybacz, polski ekonomista, działacz opozycji antykomunistycznej, polityk, poseł na Sejm RP (zm. 2013)
- 8 marca:
  - Dick Hyman, amerykański pianista jazzowy
  - Stanisław Kania, polski działacz komunistyczny (zm. 2020)
  - Werner Potzernheim, niemiecki kolarz (zm. 2014)
  - Harry Thürk, niemiecki pisarz (zm. 2005)
- 10 marca:
  - Henryk Górecki, polski profesor nauk technicznych (zm. 2022)
  - Claude Laydu, francuski aktor filmowy i teatralny (zm. 2011)
- 11 marca:
  - Olgierd Baehr, polski prawnik (zm. 2022)
  - Andrzej Hundziak, polski kompozytor (zm. 2025)
- 13 marca – Dominic Marconi, amerykański duchowny katolicki, biskup pomocniczy Newark
- 16 marca:
  - Roy Chiao, chiński aktor (zm. 1999)
  - Nev Cottrell, australijski rugbysta (zm. 2014)
  - Stanisław Dülz, polski reżyser filmów animowanych (zm. 2006)
  - Jerzy Feldman, polski malarz (zm. 2004)
  - Władimir Komarow, radziecki pilot wojskowy, inżynier, kosmonauta (zm. 1967)
  - Józef Kuśmierek, polski pisarz, reportażysta, dziennikarz (zm. 1992)
  - Daniel Patrick Moynihan, amerykański polityk, senator ze stanu Nowy Jork (zm. 2003)
  - Józef Stasiński, polski plastyk, rzeźbiarz (zm. 2019)
  - Witold Tyloch, polski religioznawca, badacz judaizmu, biblista, qumranolog (zm. 1990)
- 17 marca:
  - Roberto Suazo Córdova, honduraski polityk i lekarz (zm. 2018)
  - Francisco González Ledesma, hiszpański pisarz (zm. 2015)
- 18 marca:
  - John Kander, amerykański kompozytor
  - Rafael Torija de la Fuente, hiszpański duchowny katolicki (zm. 2019)
- 19 marca:
  - Richie Ashburn, amerykański baseballista (zm. 1997)
  - Wiesław Drzewicz, polski aktor (zm. 1996)
  - Ferenc Farsang, węgierski piłkarz, trener (zm. 2000)
  - Hanna Lachert, polska architekt wnętrz (zm. 2021)
  - Allen Newell, amerykański informatyk (zm. 1992)
  - Virginio Ravanelli, włoski biblista, palestynolog (zm. 2014)
  - Lili Susser, polska Żydówka, autorka książki „Przeżyłam Holocaust” (zm. 2019)
- 20 marca – Bogusław Stachura, polski generał dywizji MO, szef SB (zm. 2008)
- 21 marca:
  - Halton Arp, amerykański astronom (zm. 2013)
  - Hans-Dietrich Genscher, niemiecki polityk, minister spraw zagranicznych Republiki Federalnej Niemiec (zm. 2016)
  - Benedykt Gajewski, polski nauczyciel-geograf (zm. 2018)
- 22 marca – Vera Henriksen, norweska pisarka (zm. 2016)
- 23 marca:
  - Gábor Benedek, węgierski pięcioboista nowoczesny
  - Mato Damjanović, chorwacki szachista (zm. 2011)
- 24 marca:
  - Janusz Przewłocki, polski inżynier, nauczyciel, wydawca, kolekcjoner i bibliofil, działacz opozycji demokratycznej w PRL-u (zm. 2007)
  - Martin Walser, niemiecki pisarz (zm. 2023)
- 26 marca – Jürgen Goslar, niemiecki aktor, reżyser i scenarzysta filmowy i telewizyjny (zm. 2021)
- 27 marca:
  - Cecil Bødker, duńska pisarka (zm. 2020)
  - Mstisław Rostropowicz, rosyjski dyrygent, wiolonczelista, pedagog i obrońca praw człowieka (zm. 2007)
  - Karl Stotz, austriacki piłkarz (zm. 2017)
- 28 marca:
  - Aleksander Menhard, polski dziennikarz, żołnierz AK, uczestnik powstania warszawskiego (zm. 2018)
  - Stanisław Ptak, polski aktor, śpiewak operetkowy (zm. 2002)
  - Jerzy Zegalski, polski reżyser teatralny, tłumacz (zm. 2007)
- 29 marca:
  - Martin Fleischmann, amerykański elektrochemik (zm. 2012)
  - John Vane, brytyjski farmakolog, laureat Nagrody Nobla (zm. 2004)
- 30 marca:
  - Keith Ellis, australijski rugbysta (zm. 1989)
  - Egon Günther, niemiecki reżyser filmowy i scenarzysta (zm. 2017)
  - Tadeusz Lewandowski, polski funkcjonariusz UB, pułkownik MO i SB (zm. 2014)
  - Leonid Sitko, rosyjski poeta i pisarz (zm. 2007)
- 31 marca:
  - César Chávez, amerykański działacz związkowy pochodzenia meksykańskiego (zm. 1993)
  - William Daniels, amerykański aktor
  - Eduardo Martínez Somalo, hiszpański kardynał, dyplomata watykański (zm. 2021)
- 1 kwietnia:
  - Walter Bahr, amerykański piłkarz (zm. 2018)
  - Jacques Mayol, francuski nurek (zm. 2001)
  - Ferenc Puskás, węgierski piłkarz, trener (zm. 2006)
- 2 kwietnia:
  - Jerzy Katlewicz, polski dyrygent i pedagog (zm. 2015)
  - Rembert Weakland, amerykański duchowny katolicki (zm. 2022)
- 3 kwietnia – Éva Székely, węgierska pływaczka (zm. 2020)
- 4 kwietnia:
  - Irena Sijałowa-Vogel, rosyjska pianistka
  - Chum Taylor, australijski żużlowiec (zm. 2025)
- 5 kwietnia:
  - Thanin Kraivichien, tajski polityk i prawnik (zm. 2025)
  - Henryk Suchy, polski piłkarz, trener (zm. 2025)
- 6 kwietnia:
  - Gerry Mulligan, amerykański muzyk jazzowy i instrumentalista (zm. 1996)
  - Bogna Sokorska, polska śpiewaczka koloraturowa (zm. 2002)
- 7 kwietnia:
  - Leonid Szczerbakow, rosyjski lekkoatleta (zm. 2004)
  - Wanda Traczyk-Stawska, polska działaczka podziemia niepodległościowego w czasie II wojny światowej
- 8 kwietnia – Jerzy Przeździecki, polski prozaik (zm. 2020)
- 9 kwietnia – Gheorghe Pană, rumuński polityk komunistyczny
- 10 kwietnia:
  - Marshall Nirenberg, amerykański biochemik i genetyk, laureat Nagrody Nobla (zm. 2010)
  - Joseph Pallikaparampil, indyjski duchowny syromalabarski
  - Rajmund Szubański, polski dziennikarz (zm. 2018)
  - Andrzej Wirth, polski teatrolog (zm. 2019)
- 11 kwietnia – Alison Cheek, duchowna amerykańskiego Kościoła episkopalnego (zm. 2019)
- 12 kwietnia – Don Coles, kanadyjski pisarz (zm. 2017)
- 14 kwietnia:
  - Alan MacDiarmid, nowozelandzki chemik, laureat Nagrody Nobla (zm. 2007)
  - Dany Robin(inne języki), francuska aktorka (zm. 1995)
  - Ágnes Ullmann, węgiersko-francuska biochemik i mikrobiolog (zm. 2019)
- 15 kwietnia:
  - Robert Mills, amerykański fizyk, specjalizujący się w kwantowej teorii pola (zm. 1999)
  - Zygmunt Węgrzyn, polski ekonomista, polityk, senator RP (zm. 1997)
  - Zbigniew Żarnowiecki, polski wioślarz
- 16 kwietnia:
  - Benedykt XVI, właściwie Joseph Alois Ratzinger, papież (zm. 2022)
  - Alan Geldard, brytyjski kolarz (zm. 2018)
  - Peter Mark Richman, amerykański aktor (zm. 2021)
- 17 kwietnia:
  - Margot Honecker, niemiecka polityk (zm. 2016)
  - Jacques Noyer, francuski duchowny katolicki (zm. 2020)
  - Luis Pascual Dri, argentyński ksiądz kapucyn, kardynał (zm. 2025)
- 18 kwietnia – Tadeusz Mazowiecki, polski polityk, premier Polski w latach 1989–1991 (zm. 2013)
- 19 kwietnia:
  - Cora Sue Collins, amerykańska aktorka dziecięca (zm. 2025)
  - Adam Stanowski, polski działacz katolicki, senator RP (zm. 1990)
  - Jan Tyszkiewicz, polski kompozytor i dziennikarz radiowy, współpracownik Rozgłośni Polskiej Radia Wolna Europa (zm. 2009)
- 20 kwietnia:
  - Phil Hill, amerykański kierowca wyścigowy (zm. 2008)
  - Karl Alexander Müller, szwajcarski fizyk, laureat Nagrody Nobla (zm. 2023)
- 21 kwietnia:
  - Gerald Flood, brytyjski aktor (zm. 1989)
  - Poul Svendsen, duński wioślarz (zm. 2024)
  - Remo Venturi, włoski motocyklista wyścigowy
- 25 kwietnia:
  - Siegfried Palm, niemiecki wiolonczelista i pedagog (zm. 2005)
  - Albert Uderzo, francuski rysownik (zm. 2020)
- 26 kwietnia:
  - Anita Darian, ormiańsko-amerykańska aktorka i śpiewaczka operowa (sopran) (zm. 2015)
  - Jack Douglas, brytyjski aktor komediowy, artysta kabaretowy (zm. 2008)
  - Harry Gallatin, amerykański koszykarz (zm. 2015)
  - Hélio Paschoal, brazylijski duchowny katolicki, biskup Livramento de Nossa Senhora (zm. 2005)
  - Johann Weber, austriacki duchowny katolicki, biskup Graz-Seckau (zm. 2020)
- 27 kwietnia – Coretta Scott King, amerykańska działaczka ruchu praw obywatelskich, wdowa po Martinie Lutherze Kingu (zm. 2006)
- 28 kwietnia – Jerzy Dietl, polski ekonomista (zm. 2021)
- 29 kwietnia:
  - Anna Bujak, polska narciarka, inżynier architekt (zm. 2008)
  - Gerard Cieślik, polski piłkarz (zm. 2013)
  - Dorothy Manley, brytyjska lekkoatletka, sprinterka (zm. 2021)
  - Bill Slater, angielski piłkarz (zm. 2018)
- 30 kwietnia:
  - Jannette Burr, amerykańska narciarka alpejska (zm. 2022)
  - Lars Hall, szwedzki pięcioboista nowoczesny (zm. 1991)
  - Jerzy Janik, polski fizyk jądrowy, wykładowca akademicki (zm. 2012)
  - Stanisław Pruski, polski fizyk, wykładowca akademicki (zm. 2017)
- 1 maja: 
  - Greta Andersen, duńska pływaczka (zm. 2023)
  - Albert Zafy, malgaski polityk, prezydent Madagaskaru (zm. 2017)
- 4 maja – Louis Baise, południowoafrykański zapaśnik (zm. 2020)
- 5 maja – Sylvia Fedoruk, kanadyjska fizyk i curlerka (zm. 2012)
- 7 maja – Ruth Prawer Jhabvala, indyjska pisarka i scenarzystka (zm. 2013)
- 8 maja – László Paskai, węgierski duchowny katolicki, kardynał (zm. 2015)
- 9 maja:
  - Manfred Eigen, niemiecki biofizyk, laureat Nagrody Nobla (zm. 2019)
  - Alfons Kułakowski, polski malarz (zm. 2020)
- 11 maja: 
  - Marie Kovářová, czeska gimnastyczka (zm. 2023)
  - Anna Piotrowska, polska sędzia, poseł na Sejm PRL (zm. 2009)
  - Mort Sahl, amerykański komik i aktor (zm. 2021)
- 14 maja:
  - Herbert W. Franke, austriacki naukowiec i pisarz (zm. 2022)
  - Wacław Świerzawski, polski biskup katolicki (zm. 2017)
- 16 maja – Stanisław Michalik, polski aktor (zm. 2010)
- 17 maja:
  - Juliusz Domański, polski historyk
  - Karol Meissner, polski prezbiter rzymskokatolicki (zm. 2017)
- 20 maja:
  - David Hedison, amerykański aktor (zm. 2019)
  - Franciszek Macharski, metropolita krakowski od 1978, kardynał od 1979 roku (zm. 2016)
  - Michel Scheuer, niemiecki kajakarz (zm. 2015)
  - José Agustín Valbuena Jáuregui, kolumbijski duchowny katolicki (zm. 2024)
- 22 maja:
  - Szymon Kobyliński, polski grafik, rysownik, karykaturzysta, satyryk i historyk (zm. 2002)
  - Peter Matthiessen, amerykański przyrodnik i pisarz (zm. 2014)
  - George A. Olah, amerykański chemik pochodzenia węgierskiego, laureat Nagrody Nobla (zm. 2017)
- 23 maja:
  - Dieter Hildebrandt, niemiecki prezenter telewizyjny (zm. 2013)
  - Roman Korban, polski lekkoatleta (zm. 2024)
- 25 maja:
  - Edvaldo Gonçalves Amaral, brazylijski duchowny katolicki
  - Robert Ludlum, amerykański pisarz, aktor i producent (zm. 2001)
- 26 maja:
  - Anna Jakubowska, polska działaczka kombatancka i społecznościowa, powstaniec warszawski (zm. 2022)
  - Jerzy Krzyżanowski, polski inżynier (zm. 2021)
  - Endel Tulving, kanadyjski psycholog estońskiego pochodzenia (zm. 2023)
- 27 maja – Marijane Meaker, amerykańska pisarka (zm. 2022)
- 30 maja:
  - Jan Główczyk, polski dziennikarz, działacz polityczny, publicysta (zm. 2004)
  - Clint Walker, amerykański aktor (zm. 2018)
- 31 maja – Antoni Fajferek, polski ekonomista (zm. 2021)
- 1 czerwca – Zygmunt Kruszelnicki, polski historyk sztuki (zm. 2022)
- 2 czerwca:
  - Drita Agolli, albańska aktorka i reżyserka (zm. 2017)
  - Bronisław Kortus, polski geograf (zm. 2020)
  - Antoni Kukliński, polski geograf (zm. 2015)
- 3 czerwca:
  - Giennadij Jagodin, radziecki chemik, fizyk i polityk (zm. 2015)
  - Jerzy Kwiatkowski, polski literaturoznawca (zm. 1986)
  - Boots Randolph, amerykański saksofonista (zm. 2007)
  - Oscar Schneider, niemiecki polityk (zm. 2024))
- 4 czerwca:
  - Henning Carlsen, duński reżyser (zm. 2014)
  - Leszek Kałkowski, polski ekonomista (zm. 2020)
- 7 czerwca:
  - Tadeusz Chmielewski, polski reżyser, scenarzysta i producent filmowy (zm. 2016)
  - Henry Felix Kaiser, amerykański psycholog i statystyk (zm. 1992)
- 8 czerwca:
  - Jerry Stiller, amerykański komik i aktor (zm. 2020)
  - Wiktor Woroszylski, polski poeta, prozaik, tłumacz i recenzent filmowy (zm. 1996)
  - Çesk Zadeja, albański muzyk, kompozytor i dyrygent (zm. 1997)
- 9 czerwca:
  - Gieorgij Ball, rosyjski pisarz (zm. 2011)
  - Jerzy Zabłocki, polski malarz, grafik, nauczyciel akademicki (zm. 1993)
  - Helmut Zilk, austriacki polityk, burmistrz Wiednia (zm. 2008)
- 10 czerwca:
  - Ladislao Kubala, węgiersko-czechosłowacko-hiszpański piłkarz, trener (zm. 2002)
  - Bill McGarry, angielski piłkarz, trener (zm. 2005)
  - Lin Yang-kang, tajwański polityk (zm. 2013)
  - Eugene Parker, amerykański astronom (zm. 2022)
  - Halina Paszkowska-Turska, polska operatorka dźwięku (zm. 2017)
- 11 czerwca – Zbigniew Grabowski, polski chemik (zm. 2017)
- 12 czerwca – Timir Piniegin, rosyjski żeglarz, mistrz olimpijski (zm. 2013)
- 14 czerwca – Joanna Matejko, polska historyczka (zm. 2017)
- 15 czerwca:
  - Witold Bień, polski ekonomista (zm. 2018)
  - Raul Nicolau Gonsalves, indyjski duchowny katolicki (zm. 2022)
  - Ibn e Insha, pakistański poeta (zm. 1978)
- 16 czerwca:
  - Kate Harcourt, nowozelandzka aktorka
  - Czesław Jura, polski zoolog (zm. 2020)
- 17 czerwca:
  - Lucio Fulci, włoski aktor, reżyser, scenarzysta i producent filmowy (zm. 1996)
  - Sahana Pradhan, nepalska polityk, minister spraw zagranicznych (zm. 2014)
- 19 czerwca – John Glenn Beall, amerykański polityk, senator ze stanu Maryland (zm. 2006)
- 22 czerwca – Rudolf Krajčovič, słowacki językoznawca (zm. 2014)
- 23 czerwca:
  - Bob Fosse, amerykański reżyser i choreograf (zm. 1987)
  - Cezary Julski, polski aktor (zm. 1997)
- 24 czerwca – Martin Lewis Perl, amerykański fizyk pochodzenia rosyjskiego, laureat Nagrody Nobla (zm. 2014)
- 25 czerwca:
  - Stephen Hector Youssef Doueihi, amerykański duchowny katolicki (zm. 2014)
  - Antal Róka, węgierski lekkoatleta, chodziarz (zm. 1970)
  - Kjell Tånnander, szwedzki lekkoatleta
  - Arnold Wolfendale, brytyjski astrofizyk (zm. 2020)
- 26 czerwca:
  - Robert Kroetsch, kanadyjski pisarz (zm. 2011)
  - Jerry Schatzberg, amerykański fotograf i reżyser
- 28 czerwca – Frank Sherwood Rowland, amerykański chemik, laureat Nagrody Nobla (zm. 2012)
- 30 czerwca:
  - Shirley Fry, amerykańska tenisistka (zm. 2021)
  - Mario Lanfranchi, włoski reżyser i scenarzysta filmowy i teatralny (zm. 2022)
  - Władimir Michałkin, radziecki marszałek artylerii (zm. 2017)
  - Łucja Ośko, polska montażystka filmowa (zm. 2009)
- 1 lipca:
  - Pierre-Benjamin Pranchère, francuski rolnik, polityk, eurodeputowany (zm. 2023)
  - Joseph Sartoris, amerykański duchowny katolicki (zm. 2025)
  - Chandra Shekhar, indyjski polityk, premier Indii (zm. 2007)
- 2 lipca:
  - Anna Bautsch, polska psychiatra (zm. 1991)
  - Kees Broekman, holenderski łyżwiarz szybki (zm. 1992)
  - Teofil Czerwiński, polski siatkarz i trener siatkarski (zm. 2021)
  - Józef Dankowski, polski pilot szybowcowy (zm. 2008)
  - James Mackay, szkocki prawnik i polityk
  - Brock Peters, amerykański aktor (zm. 2005)
- 3 lipca:
  - Anatoliusz Jureń, polski poeta (zm. 1978)
  - Salóme Þorkelsdóttir, islandzka polityk
  - Ken Russell, brytyjski reżyser filmowy (zm. 2011)
  - Howard Tripp, brytyjski duchowny katolicki, biskup pomocniczy Southwark (zm. 2022)
- 4 lipca:
  - Józef Fajkowski, polski pedagog, historyk, publicysta, działacz państwowy i społeczny (zm. 2023)
  - Gina Lollobrigida, włoska aktorka filmowa (zm. 2023)
  - Neil Simon, amerykański dramaturg i scenarzysta pochodzenia żydowskiego (zm. 2018)
- 5 lipca – Anna Trzeciakowska, polska tłumaczka
- 6 lipca – Janet Leigh, amerykańska aktorka filmowa (zm. 2004)
- 7 lipca – Henri Dirickx, belgijski piłkarz (zm. 2018)
- 9 lipca:
  - David Diop, frankofoński poeta (zm. 1960)
  - Red Kelly, kanadyjski hokeista, trener (zm. 2019)
  - Zdzisław Maklakiewicz, polski aktor teatralny i filmowy (zm. 1977)
- 10 lipca:
  - Mieczysław Kaczmarczyk, polski kapitan, żołnierz AK i NSZ (zm. 2023)
  - Henryk Kondas, polski generał brygady (zm. 1998)
  - Ryszard Kuzyszyn, polski scenograf (zm. 2004)
  - Don Revie, angielski piłkarz, trener (zm. 1989)
- 11 lipca:
  - Herbert Blomstedt, szwedzki dyrygent
  - Jerzy Mindziukiewicz, polski działacz konspiracji niepodległościowej w czasie II wojny światowej (zm. 2024)
- 12 lipca: 
  - Antoni I, erytrejski duchowny, patriarcha Erytrejskiego Kościoła Ortodoksyjnego (zm. 2022)
  - Hermann Haken, niemiecki fizyk (zm. 2024)
- 13 lipca:
  - Wawrzyniec Bazarnik, polski bokser (zm. 1977)
  - Simone Veil, francuska polityk (zm. 2017)
- 14 lipca – Józef Tejchma, polski polityk (zm. 2021)
- 15 lipca:
  - Krystyna Broll-Jarecka, polska poetka (zm. 2011)
  - Håkon Brusveen, norweski biegacz narciarski (zm. 2021)
  - Joe Turkel, amerykański aktor (zm. 2022)
  - Carmen Zapata, amerykańska aktorka (zm. 2014)
- 16 lipca – Serge Baudo, francuski dyrygent
- 18 lipca:
  - Cyril Kola, górnołużycki dramaturg, nowelista, krytyk literacki
  - Tadeusz Łomnicki, polski aktor, reżyser teatralny, pedagog (zm. 1992)
  - Kurt Masur, niemiecki dyrygent (zm. 2015)
- 19 lipca – Jan Myrdal, szwedzki pisarz (zm. 2020)
- 20 lipca:
  - Ludmiła Aleksiejewa, rosyjska dysydentka (zm. 2018)
  - Simin Behbahani, irańska poetka (zm. 2014)
  - Michael Gielen, austriacki dyrygent i kompozytor (zm. 2019)
- 22 lipca – Max Howell, australijski edukator i autor, sportowiec (zm. 2014)
- 23 lipca:
  - Andrzej Kurnatowski, polski lekarz (zm. 2020)
  - Krzysztof Kwaśniewski, polski socjolog i antropolog (zm. 2024)
- 28 lipca:
  - John Ashbery, amerykański poeta (zm. 2017)
  - Pasquale Festa Campanile, włoski pisarz, reżyser i scenarzysta filmowy (zm. 1986)
  - Zbigniew Rymarz, polski pianista
- 29 lipca – Bruno Miecugow, polski dziennikarz (zm. 2009)
- 2 sierpnia:
  - Andreas Dückstein, austriacki szachista (zm. 2024)
  - Janusz Kamocki, polski etnograf, więzień polityczny (zm. 2021)
  - Peter Swinnerton-Dyer, brytyjski matematyk (zm. 2018)
- 3 sierpnia – Elliot Silverstein, amerykański reżyser filmowy (zm. 2023)
- 4 sierpnia:
  - Gilbert Bauvin, francuski kolarz
  - Johnny Maddox, amerykański pianista (zm. 2018)
  - Lucjan Sobczyk, polski chemik (zm. 2023)
- 5 sierpnia:
  - Wanda Sarna, polska łączniczka AK w obozie koncentracyjnym Auschwitz-Birkenau (zm. 2021)
  - Janusz Tazbir, polski historyk (zm. 2016)
  - James Timlin, amerykański duchowny katolicki (zm. 2023)
- 6 sierpnia:
  - Arturo Armando Molina, salwadorski wojskowy i polityk, prezydent Salwadoru w latach 1972–1977 (zm. 2021)
  - Theodor Wagner, austriacki piłkarz (zm. 2020)
- 8 sierpnia:
  - Giuseppe Moioli, włoski wioślarz (zm. 2025)
  - James Howard Weaver, amerykański polityk (zm. 2020)
- 9 sierpnia:
  - Daniel Keyes, amerykański pisarz science-fiction (zm. 2014)
  - Marvin Minsky, amerykański naukowiec zajmujący się sztuczną inteligencją (zm. 2016)
  - Robert Shaw, brytyjski aktor (zm. 1978)
- 10 sierpnia:
  - Juan Ignacio Larrea Holguín, ekwadorski arcybiskup i prawnik (zm. 2006)
  - Jean Guichet, francuski kierowca wyścigowy
  - Gene Melchiorre, amerykański koszykarz (zm. 2019)
  - Alberto Tricarico, włoski duchowny katolicki (zm. 2024)
- 12 sierpnia:
  - Roger Carel, francuski aktor (zm. 2020)
  - Bob Harrison, amerykański koszykarz (zm. 2024)
- 13 sierpnia:
  - Jan Felicki, profesor kontraktowy Politechniki Warszawskiej
  - David Padilla, boliwijski generał (zm. 2016)
- 14 sierpnia – Vigilio Mario Olmi, włoski duchowny katolicki (zm. 2019)
- 16 sierpnia (lub 16 sierpnia 1928) – Karl-Heinz Vosgerau, niemiecki aktor (zm. 2021)
- 17 sierpnia:
  - Wacław Olak, polski polityk, poseł na Sejm RP (zm. 2017)
  - Jacek Szpotański, polski inżynier elektryk (zm. 2019)
- 18 sierpnia:
  - Raghbir Singh Bhola, indyjski hokeista na trawie (zm. 2019)
  - Rosalynn Carter, amerykańska działaczka społeczna, pierwsza dama, żona prezydenta USA Jimmy’ego Cartera (zm. 2023)
  - Marvin Harris, amerykański antropolog kulturowy (zm. 2001)
  - John Rhodes, brytyjski kierowca wyścigowy
- 19 sierpnia:
  - Paraskiewas Awjerinos, grecki lekarz, polityk
  - Ferdinando Facchiano, włoski prawnik, polityk (zm. 2022)
  - L.Q. Jones, amerykański aktor (zm. 2022)
  - Maria Radomska, polski profesor agrotechnik (zm. 2018)
- 20 sierpnia – John Boardman, brytyjski archeolog i historyk sztuki (zm. 2024)
- 21 sierpnia:
  - Tadeusz Kulig, polski duchowny rzymskokatolicki (zm. 2024)
  - Thomas Monson, amerykański duchowny (zm. 2018)
  - Kazimierz Romaniuk, polski biskup katolicki (zm. 2025)
- 22 sierpnia – Emil Wojtaszek, polski dyplomata i polityk (zm. 2017)
- 23 sierpnia:
  - Dick Bruna, holenderski autor, grafik i ilustrator (zm. 2017)
  - Tadeusz Suchocki, polski pianista (zm. 2015)
- 24 sierpnia:
  - Barbara Grocholska, polska narciarka
  - Harry Markowitz, amerykański ekonomista, laureat Nagrody Nobla (zm. 2023)
- 25 sierpnia:
  - Althea Gibson, amerykańska tenisistka (zm. 2003)
  - Ray Williams, walijski trener i działacz rugby union (zm. 2014)
- 26 sierpnia:
  - Biruta Lewaszkiewicz-Petrykowska, polska prawnik (zm. 2022)
  - Edoardo Rovida, włoski duchowny katolicki
- 27 sierpnia – Edward Kurowski, polski pisarz (zm. 2015)
- 28 sierpnia – Nicolae Herlea, rumuński śpiewak operowy (zm. 2014)
- 30 sierpnia:
  - William Curlin, amerykański duchowny katolicki (zm. 2017)
  - Bill Daily, amerykański aktor (zm. 2018)
  - Helena Sekuła, polska pisarka (zm. 2020)
- 31 sierpnia – Raymond Ken’ichi Tanaka, japoński duchowny katolicki, biskup Kioto (zm. 2021)
- 1 września:
  - Soshana Afroyim, austriacka malarka (zm. 2015)
  - Arturo Farías, chilijski piłkarz (zm. 1992)
- 2 września – Trude Jochum-Beiser, austriacka narciarka
- 4 września
  - Peter Kennedy, amerykański łyżwiarz figurowy
  - John McCarthy, amerykański informatyk (zm. 2011)
- 5 września – Paul Volcker, amerykański ekonomista (zm. 2019)
- 7 września – Stefan Rogaczewski, polski duchowny baptystyczny (zm. 2018)
- 9 września:
  - Lino Esterino Garavaglia, włoski duchowny katolicki (zm. 2020)
  - Eugeniusz Kot, polski nauczyciel, polityk, poseł na Sejm PRL (zm. 2010)
  - Sergiusz Papliński, partyzant zgrupowania Antoniego Hedy „Szarego” i Zygmunta Kiepasa „Krzyka” (zm. 2022)
- 12 września:
  - Mathé Altéry, francuska sopranistka, reprezentantka Francji podczas 1. Konkursu Piosenki Eurowizji
  - Freddie Jones, brytyjski aktor (zm. 2019)
- 14 września – Edmund Szoka, amerykański duchowny katolicki, kardynał (zm. 2014)
- 15 września:
  - Norm Crosby, amerykański aktor i komik (zm. 2020)
  - Margaret Keane, amerykańska malarka (zm. 2022)
  - Liliana Ronchetti, włoska koszykarka (zm. 1974)
  - Leopold Stecki, polski prawnik (zm. 2020)
- 16 września:
  - Tadeusz Basiewicz, polski inżynier, profesor (zm. 2016)
  - Matthew Cao Xiangde, chiński duchowny katolicki, biskup Hangzhou (zm. 2021)
  - Peter Falk, amerykański aktor (zm. 2011)
  - Sadako Ogata, japońska dyplomatka, uczona i administrator (zm. 2019)
  - Zygmunt Skupniewicz, polski architekt (zm. 2020)
  - Augustyn Wajda, polski socjolog i politolog
- 17 września:
  - Hélène Langevin-Joliot, francuska fizyczka
  - Andrzej Warchałowski, polski entomolog (zm. 2019)
- 19 września:
  - Harold Brown, amerykański fizyk, naukowiec, sekretarz obrony (zm. 2019)
  - Rosemary Harris, brytyjska aktorka
- 20 września:
  - Bevan Wilson, australijski rugbysta i trener (zm. 2013)
  - Stanisław Zagajewski, polski rzeźbiarz samouk nurtu art brut (zm. 2008)
- 21 września – Abraham Than, birmański duchowny katolicki (zm. 2025)
- 22 września:
  - Peter Burke, nowozelandzki rugbysta, trener i działacz sportowy (zm. 2017)
  - Tommy Lasorda, amerykański baseballista (zm. 2021)
  - Bogusław Wolniewicz, polski filozof i logik, twórca ontologii sytuacji (zm. 2017)
- 23 września:
  - Thomas Daily, amerykański duchowny katolicki (zm. 2017)
  - Lester Randolph Ford Jr., amerykański matematyk (zm. 2017)
  - Józef Stański, polski działacz rolniczy, partyjny, wojewoda kielecki (zm. 2018)
- 25 września – Carl Braun, amerykański koszykarz (zm. 2010)
- 26 września: 
  - Teresa Mellerowicz-Gella, polska malarka i graficzka (zm. 2019)
  - Magnus Sjöberg, szwedzki prawnik, prokurator generalny (zm. 2024)
- 28 września
  - Józef Retik, polski aktor teatralny i filmowy żydowskiego pochodzenia
  - James W. Symington, amerykański polityk
- 29 września – Pete McCloskey, amerykański polityk (zm. 2024)
- 30 września:
  - W.S. Merwin, amerykański poeta (zm. 2019)
  - Edward Niemczyk, współtwórca Polskiego Ruchu Sportowego Osób Niepełnosprawnych (zm. 2008)
- 1 października:
  - Janusz Bieniak, polski historyk (zm. 2025)
  - Konstantin Katuszew, radziecki polityk (zm. 2010)
  - Andrzej Krzesiński, polski lekkoatleta (zm. 2024)
- 2 października:
  - Bronisław Dembowski, polski duchowny katolicki (zm. 2019)
  - Uta Ranke-Heinemann, niemiecka teolog i pisarz (zm. 2021)
  - Mieczysław Kluge, powstaniec warszawski (zm. 2022)
- 4 października:
  - Ałła Kuźmińska, polska filolog (zm. 2021)
  - Mieczysław Michalik, polski wojskowy, generał (zm. 2016)
- 5 października – Halina Wołłowicz, polska działaczka podziemia niepodległościowego w czasie II wojny światowej (zm. 2021)
- 6 października – Paul Badura-Skoda, austriacki pianista (zm. 2019)
- 7 października – Aleksandra Karzyńska, polska aktorka (zm. 2021)
- 8 października:
  - Torbjørn Falkanger, norweski skoczek narciarski (zm. 2013)
  - César Milstein, brytyjski immunolog pochodzenia argentyńskiego, laureat Nagrody Nobla (zm. 2002)
  - Stanisław Rybicki, polski malarz (zm. 2019)
- 9 października:
  - Barbara Gorzkowska, polska lekkoatletka (zm. 2016)
  - Folke Isaksson, szwedzki pisarz (zm. 2013)
- 10 października – Renzo Burini, włoski piłkarz i trener (zm. 2019)
- 11 października:
  - Muhammad Ashraf, pakistański zapaśnik
  - William Perry, amerykański polityk
  - Sverre Stallvik, norweski skoczek narciarski (zm. 2015)
- 13 października – Lee Konitz, amerykański saksofonista (zm. 2020)
- 14 października:
  - Thomas Luckmann, niemiecki socjolog (zm. 2016)
  - Roger Moore, angielski aktor filmowy i telewizyjny (zm. 2017)
- 15 października – Raymond Goedert, amerykański duchowny katolicki (zm. 2023)
- 16 października:
  - Günter Grass, niemiecki pisarz, laureat Nagrody Nobla (zm. 2015)
  - Eileen Ryan, amerykańska aktorka (zm. 2022)
- 18 października – George C. Scott, amerykański aktor filmowy i sceniczny (zm. 1999)
- 19 października:
  - Pierre Alechinsky, belgijski malarz, grafik i pisarz
  - Hans Schäfer, niemiecki piłkarz (zm. 2017)
  - Barbara Winklowa, polska bibliograf (zm. 2021)
- 20 października – Oskar Pastior, rumuńsko-niemiecki poeta i tłumacz (zm. 2006)
- 21 października – Fritz Wintersteller, austriacki wspinacz (zm. 2018)
- 23 października:
  - Jan Cygan, polski językoznawca (zm. 2021)
  - Leszek Kołakowski, polski filozof, eseista, publicysta i prozaik (zm. 2009)
  - Andrzej Strumiłło, polski malarz, grafik (zm. 2020)
  - Jan Telec, polski polityk, przewodniczący Prezydium Miejskiej Rady Narodowej Gorzowa Wielkopolskiego (zm. 2003)
  - Edvin Vesterby, szwedzki zapaśnik
- 24 października – Anton Salvesen, norweski saneczkarz (zm. 1994)
- 25 października:
  - Jorge Batlle, urugwajski polityk (zm. 2016)
  - Franklin Held, amerykański lekkoatletka
  - Frank Rodimer, amerykański duchowny katolicki (zm. 2018)
  - Zenon Wechmann, polski działacz harcerski i społeczny, więzień polityczny (zm. 2024)
- 26 października – Janet Moreau, amerykańska lekkoatletka, sprinterka (zm. 2021)
- 27 października:
  - Júlio Duarte Langa, mozambicki duchowny katolicki, biskup Xai-Xai, kardynał
  - Zdzisław Łączkowski, polski poeta, prozaik, eseista, krytyk literacki, publicysta, dziennikarz (zm. 2019)
- 28 października:
  - Rafael Gallardo García, meksykański duchowny katolicki (zm. 2021)
  - Cleo Laine, brytyjska wokalistka (zm. 2025)
  - Zygfryd Słoma, polski piłkarz, trener (zm. 2007)
- 29 października:
  - George Nichopoulos, amerykański lekarz pochodzenia greckiego (zm. 2016)
  - Frank Sedgman, australijski tenisista
- 30 października:
  - Jerzy Substyk, polski działacz konspiracji niepodległościowej w czasie II wojny światowej
  - Janusz Turowski, polski inżynier (zm. 2020)
- 31 października – Lee Grant, amerykańska aktorka i reżyserka żydowskiego pochodzenia, laureatka Oscara
- 1 listopada:
  - Filippo Maria Pandolfi, włoski samorządowiec, polityk (zm. 2025)
  - Herbert Wiedermann, austriacki kajakarz
- 2 listopada:
  - Steve Ditko, amerykański autor komiksów, pisarz pochodzenia słowackiego (zm. 2018)
  - Aino-Maija Tikkanen, fińska aktorka (zm. 2014)
  - Jurij Trutniew, rosyjski fizyk (zm. 2021)
- 3 listopada:
  - Zbigniew Cybulski, polski aktor teatralny i filmowy (zm. 1967)
  - José Goncalves Heleno, brazylijski duchowny katolicki (zm. 2021)
  - Odvar Nordli, norweski polityk (zm. 2018)
  - Alina Taylor, polska biochemik, profesor (zm. 2021)
  - Ray Williams, walijski rugbysta (zm. 2014)
- 4 listopada:
  - Bill Calhoun, amerykański koszykarz (zm. 2024)
  - Jerzy Ociepka, polski polityk, poseł na Sejm PRL (zm. 2019)
- 6 listopada – Zbigniew Łagocki, polski fotografik, artysta i pedagog (zm. 2009)
- 8 listopada:
  - Lal Krishna Advani (sindhi, लाल कृष्ण आडवाणी), indyjski polityk, wicepremier Indii
  - Jerzy Stanisław Kmieciński, polski archeolog (zm. 2022)
- 10 listopada – Edmund Fetting, polski aktor (zm. 2001)
- 11 listopada – Maria Krzyszkowska, polska tancerka (zm. 2014)
- 13 listopada – Alicja Kowalczyk, polska działaczka opozycyjna (zm. 2020)
- 14 listopada:
  - Daniel Cronin, amerykański duchowny katolicki
  - Janusz Wilhelmi, polski krytyk literacki, działacz państwowy (zm. 1978)
- 15 listopada – Harry Keough, amerykański piłkarz (zm. 2012)
- 16 listopada – Lidia Kosk, polska poetka
- 17 listopada:
  - Fenella Fielding, brytyjska aktorka (zm. 2018)
  - Witold Gawdzik, polski nauczyciel i cenzor (zm. 2021)
  - Nicholas Taylor, kanadyjski geolog, przedsiębiorca, polityk (zm. 2020)
- 18 listopada:
  - Hank Ballard, amerykański piosenkarz (zm. 2003)
  - Zygmunt Pawłowicz, polski duchowny katolicki, biskup pomocniczy gdański (zm. 2010)
  - Eldar Riazanow, rosyjski reżyser (zm. 2015)
- 19 listopada – Raymond Razakarinvony, madagaskarski duchowny katolicki, biskup Miarinarivo
- 20 listopada:
  - Miriam Akavia, izraelska pisarka i tłumaczka (zm. 2015)
  - Estelle Parsons, amerykańska aktorka
- 22 listopada – Pierre-Marie Coty, iworyjski duchowny katolicki (zm. 2020)
- 23 listopada:
  - Andrzej Bąkowski, polski adwokat (zm. 2020)
  - Angelo Sodano, włoski duchowny katolicki, kardynał (zm. 2022)
- 24 listopada:
  - Ahmadou Kourouma, francuskojęzyczny pisarz z Wybrzeża Kości Słoniowej (zm. 2003)
  - Kevin Skinner, nowozelandzki rugbysta (zm. 2014)
  - Jolanta Wilkońska, polska artystka fotograf
- 27 listopada
  - Peter Lilienthal, niemiecki reżyser (zm. 2023)
  - Krystyna Łoboda, polska malarka (zm. 2018)
- 28 listopada – Tuanku Abdul Halim, sułtan stanu Kedah w Malezji od 15 lipca 1958 (zm. 2017)
- 29 listopada – Vin Scully, amerykański spiker sportowy (zm. 2022)
- 30 listopada:
  - Robert Guillaume, amerykański aktor (zm. 2017)
  - Włodzimierz Januszewicz, polski lekarz internista
- 1 grudnia – Micheline Bernardini, francuska tancerka i modelka
- 2 grudnia – Benedict Singh, gujański duchowny katolicki, biskup Georgetown (zm. 2018)
- 3 grudnia – Andy Williams, amerykański piosenkarz (zm. 2012)
- 4 grudnia:
  - Bernhard Kühnel, niemiecki duchowny katolicki
  - William Labov, amerykański lingwista (zm. 2024)
  - Rafael Sánchez Ferlosio, hiszpański pisarz (zm. 2019)
- 5 grudnia:
  - Bhumibol Adulyadej, król Tajlandii (zm. 2016)
  - Adam Bidziński, polski generał brygady pilot (zm. 1995)
  - Henryk Burczyk, polski agronom (zm. 2022)
  - Vincenzo Rimedio, włoski duchowny katolicki
- 6 grudnia:
  - Tadeusz Karwicki, polski działacz partyjny i państwowy, prezydent Radomia
  - Wiesław Lipko, polski lekarz, senator RP (zm. 2005)
  - Władimir Naumow, rosyjski reżyser i scenarzysta filmowy (zm. 2021)
  - Gerszon Szafat, izraelski menedżer, działacz społeczny i polityk (zm. 2020)
  - Bernard Toublanc-Michel, francuski reżyser filmowy (zm. 2023)
- 8 grudnia:
  - Artur Rynkiewicz, polski działacz polityczny, społeczny i emigracyjny (zm. 2019)
  - Władimir Szatałow, radziecki kosmonauta (zm. 2021)
- 9 grudnia – Pierre Henry, francuski kompozytor (zm. 2017)
- 11 grudnia:
  - Stein Eriksen, norweski narciarz (zm. 2015)
  - Teresa Kujawa, polska tancerka, choreograf, pedagog (zm. 2020)
  - Walerian Piotrowski, polski polityk (zm. 2023)
- 12 grudnia:
  - Walter Gómez, urugwajski piłkarz (zm. 2004)
  - Robert Noyce, amerykański przedsiębiorca, współtwórca (z Jackiem Kilby) układu scalonego (zm. 1990)
  - Aleksander Szymański, major Armii Krajowej w stanie spoczynku, więzień obozów KL Auschwitz i KL Mauthausen-Gusen (zm. 2017)
- 13 grudnia:
  - Andrzej Kostrzewski, polski żołnierz AK i WiN-u, współzałożyciel Instytutu Katyńskiego, prawnik
  - Geneviève Page, francuska aktorka (zm. 2025)
  - Krystyna Sieraczyńska, polska artystka malarka (zm. 2025)
  - James Wright, amerykański poeta (zm. 1980)
- 16 grudnia:
  - Bruno Kouamé, iworyjski duchowny katolicki, biskup Abengourou (zm. 2021)
  - Andrzej Wielowieyski, polski działacz katolicki i opozycyjny, polityk, poseł na Sejm, senator RP i eurodeputowany
  - Cezariusz Żórawski, polski lekarz weterynarii (zm. 2019)
- 17 grudnia – Marlenka Stupica, słoweńska ilustratorka i malarka (zm. 2022)
- 18 grudnia – Roméo LeBlanc, kanadyjski dziennikarz i polityk, gubernator generalny Kanady (zm. 2009)
- 20 grudnia:
  - John Michael Beaumont, brytyjski arystokrata, senior normandzkiej wyspy Sark od 1974 (zm. 2016)
  - Kim Young-sam, południowokoreański polityk (zm. 2015)
  - Stanisław Nawrocki, polski agrotechnik i gleboznawca (zm. 2021)
  - Longin Jan Okoń, polski pisarz (zm. 2020)
- 21 grudnia:
  - Teofil Mazur, polski profesor nauk rolniczych (zm. 2022)
  - Ryszard Orłowski, polski historyk, profesor nauk humanistycznych (zm. 2024)
  - Wilson, brazylijski piłkarz (zm. 1998)
- 24 grudnia – Mary Higgins Clark, amerykańska pisarka (zm. 2020)
- 25 grudnia:
  - Jacques Bellenger, francuski kolarz (zm. 2020)
  - Luben Diłow, bułgarski pisarz science fiction (zm. 2008)
  - Adam Klich, polski naukowiec, ojciec Bogdana Klicha (zm. 2022)
  - Jerzy Mioduszewski, polski matematyk
  - Ram Narayan, hinduski muzyk (zm. 2024)
- 26 grudnia:
  - Zofia Gaca-Dąbrowska, polska filolog (zm. 2021)
  - Alan King, amerykański aktor komediowy (zm. 2004)
- 27 grudnia:
  - Abd al-Al Raszid, egipski zapaśnik
  - Franz Hölbl, austriacki sztangista (zm. 1976)
- 28 grudnia:
  - Edward Babiuch, polski ekonomista i polityk (zm. 2021)
  - Raimundo Revoredo Ruiz, peruwiański duchowny katolicki, prałat terytorialny Juli (zm. 2021)
- 29 grudnia:
  - Andy Stanfield, amerykański lekkoatleta, sprinter (zm. 1985)
  - Giovanni Zerbini, włoski duchowny katolicki, biskup Guarapuavy w Brazylii
- 30 grudnia:
  - Robert Hossein, francuski aktor, reżyser i scenarzysta (zm. 2020)
  - Hamid al-Karawi, lekarz, premier Tunezji w latach 1989–1999 (zm. 2020)
- 31 grudnia:
  - Konrad Jarodzki, polski architekt, malarz, rysownik i wykładowca akademicki (zm. 2021)

Data dzienna nieznana:
- Nesmith Ankeny, amerykański matematyk (zm. 1993)
- Marcel Weyland, polski tłumacz

## Zmarli
- 3 stycznia – Franciszek Aleksandrowicz, generał Wojska Polskiego (ur. 1856)
- 12 stycznia – Achille Millien, francuski poeta i folklorysta (ur. 1838)
- 17 stycznia – January Sánchez Delgadillo, meksykański duchowny katolicki, męczennik, święty (ur. 1886)
- 19 stycznia – Maria Charlotta Koburg, księżniczka belgijska, cesarzowa Meksyku (ur. 1840)
- 27 stycznia – Jerzy Matulewicz, biskup wileński, odnowiciel i generał zakonu marianów, błogosławiony katolicki (ur. 1871)
- 30 stycznia – Milena Mrazović, bośniacka pisarka, dziennikarka, pianistka i kompozytorka (ur. 1863)
- 6 lutego – Mateusz Correa Megallanes, meksykański duchowny katolicki, męczennik, święty (ur. 1866)
- 7 lutego – Walter Guion, amerykański prawnik, polityk, senator (ur. 1849)
- 19 lutego – Georg Brandes, duński pisarz i krytyk literacki (ur. 1842)
- 2 marca – Jan Kašpar, czeski inżynier i pionier lotnictwa (ur. 1883)
- 3 marca – Michaił Arcybaszew, rosyjski pisarz, dramaturg i publicysta (ur. 1878)
- 8 marca – Babette von Bülow, niemiecka pisarka (ur. 1850)
- 14 marca – Jānis Čakste, łotewski polityk, pierwszy prezydent niepodległej Łotwy (ur. 1859)
- 25 marca – Maria-Alfonsyna Danil Ghattas, palestyńska zakonnica, założycielka Sióstr od Najświętszego Różańca z Jerozolimy, święta katolicka (ur. 1843)
- 30 marca – Juliusz Álvarez Mendoza, meksykański duchowny katolicki, męczennik, święty (ur. 1866)
- 1 kwietnia:
  - Józef Anaklet González Flores, meksykański męczennik, błogosławiony katolicki (ur. 1888)
  - Józef Dionizy Ludwik Padilla Gómez, meksykański męczennik, błogosławiony katolicki (ur. 1899)
  - Jerzy Rajmund Vargas González, meksykański męczennik, błogosławiony katolicki (ur. 1899)
  - Rajmund Wincenty Vargas González, meksykański męczennik, błogosławiony katolicki (ur. 1905)
- 3 kwietnia – Salwator Huerta Gutiérrez, meksykański męczennik, błogosławiony katolicki (ur. 1880)
- 6 kwietnia – Florence Earle Coates, amerykańska poetka (ur. 1850)
- 7 kwietnia – Dominik Iturrate Zubero, baskijski trynitarz, błogosławiony katolicki (ur. 1901)
- 12 kwietnia:
  - Józef Moscati, włoski lekarz, naukowiec i społecznik, święty katolicki (ur. 1880)
  - Dawid Uribe Velasco, meksykański duchowny katolicki, męczennik, święty (ur. 1889)
- 13 kwietnia – Saba Reyes Salazar, meksykański duchowny katolicki, męczennik, święty (ur. 1883)
- 15 kwietnia – Gaston Leroux, francuski pisarz weird fiction (ur. 1868)
- 21 kwietnia – Roman Adame Rosales, meksykański duchowny katolicki, męczennik, święty (ur. 1859)
- 25 kwietnia:
  - Leonard Pérez Lários, meksykański męczennik, błogosławiony (ur. 1883)
  - Józef Trynidad Rangel, meksykański duchowny katolicki, męczennik, błogosławiony (ur. 1887)
  - Andrzej Solá Molist, hiszpański klaretyn, misjonarz, męczennik, błogosławiony (ur. 1895)
- 25 maja:
  - Augustyn Caloca Cortés, meksykański duchowny katolicki, męczennik, święty (ur. 1898)
  - Krzysztof Magallanes Jara, meksykański duchowny katolicki, męczennik, święty (ur. 1869)
- 26 maja – Aimé Cassayet-Armagnac, francuski rugbysta, medalista olimpijski (ur. 1893)
- 12 czerwca – Edward Temple Gurdon, angielski rugbysta, sędzia i działacz sportowy, prawnik (ur. 1854)
- 14 czerwca – Jerome K. Jerome, brytyjski pisarz i dramaturg (ur. 1859)
- 21 czerwca – Józef Izabel Flores Varela, meksykański duchowny katolicki, męczennik, święty (ur. 1866)
- 23 czerwca – Władysław Ekielski, polski architekt, przedstawiciel eklektyzmu i modernizmu (ur. 1855)
- 26 czerwca – Józef María Robles Hurtado, meksykański duchowny katolicki, męczennik, święty (ur. 1888)
- 5 lipca – Albrecht Kossel, niemiecki biochemik, odkrył histydynę, laureat Nagrody Nobla (ur. 1853)
- 24 lipca – Ryūnosuke Akutagawa, japoński poeta i pisarz (ur. 1892)
- 7 sierpnia – Michał de la Mora y de la Mora, meksykański duchowny katolicki, męczennik, święty (ur. 1874)
- 13 sierpnia:
  - James Oliver Curwood, amerykański pisarz (ur. 1878)
  - Mieczysław Szczuka, polski artysta plastyk, taternik (ur. 1898)
- 18 sierpnia – Sascha Schneider, niemiecki malarz, rzeźbiarz i pedagog (ur. 1870)
- 20 sierpnia – Fannie Bloomfield-Zeisler, amerykańska pianistka (ur. 1863)
- 23 sierpnia:
  - Ferdinando Nicola Sacco, amerykański anarchista i robotnik pochodzenia włoskiego (ur. 1891)
  - Bartolomeo Vanzetti, amerykański anarchista i robotnik pochodzenia włoskiego (ur. 1888)
- 14 września:
  - Isadora Duncan, amerykańska tancerka (ur. 1877 lub 1878)
  - Hugo Ball, niemiecki pisarz i poeta, współtwórca zuryskiego ruchu dadaistycznego (ur. 1886)
- 15 września – Herman Gorter, holenderski poeta i krytyk literacki (ur. 1864)
- 29 września – Willem Einthoven, holenderski fizjolog i histolog, laureat Nagrody Nobla (ur. 1860)
- 1 października – Johan Friele, norweski żeglarz, medalista olimpijski (ur. 1866)
- 2 października – Svante Arrhenius, szwedzki chemik i fizyk, laureat Nagrody Nobla (ur. 1859)
- 5 października – Sam Warner, amerykański przedsiębiorca, współtwórca wytwórni filmowej Warner Bros. (ur. 1887)
- 8 października:
  - Ricardo Güiraldes, argentyński nowelista i poeta (ur. 1886)
  - Maria Teresa Habsburg, arcyksiężniczka austriacka (ur. 1845)
  - Mary Webb, angielska powieściopisarka (ur. 1881)
- 10 października:
  - August Kitzberg, estoński pisarz i dramaturg (ur. 1856)
  - Gustave Whitehead, niemiecko-amerykański pionier awiacji i konstruktor silników lotniczych (ur. 1874)
- 22 października – Borisav Stanković, serbski pisarz (ur. 1876)
- 24 października – Wiktoria Niegolewska, polska ziemianka, działaczka narodowa, członkini honorowa Związku Powstańców Śląskich (ur. 1872)
- 28 października – Rodryg Aguilar Alemán, meksykański duchowny katolicki, męczennik, święty (ur. 1875)
- 1 listopada – Meta Janitzek, górnośląska pisarka (ur. 1852)[2]
- 22 listopada – Piotr Esqueda Ramírez, meksykański duchowny katolicki, męczennik, święty (ur. 1887)
- 23 listopada:
  - Michał Augustyn Pro, meksykański jezuita, męczennik, błogosławiony katolicki (ur. 1891)
  - Stanisław Przybyszewski, polski pisarz i publicysta (ur. 1868)
- 14 grudnia – William Preble Hall, generał brygady, szef sztabu generalnego armii Stanów Zjednoczonych (ur. 1848)
- 5 grudnia – Fiodor Sołogub, rosyjski pisarz (ur. 1863)
- 25 grudnia – Eliasza od św. Klemensa Fracasso, włoska karmelitanka, błogosławiona katolicka (ur. 1901)

data dzienna nieznana:
- Səkinə Axundzadə, azerska dramatopisarka (ur. 1865)
- Karl Kowalczewski, niemiecki rzeźbiarz (ur. 1867)

## Zdarzenia astronomiczne
- 29 czerwca – całkowite zaćmienie Słońca

## Nagrody Nobla
- z fizyki – Arthur Compton, Charles Thomson Rees Wilson
- z chemii – Heinrich Wieland
- z medycyny – Julius Wagner-Jauregg
- z literatury – Henri Bergson
- nagroda pokojowa – Ferdinand Buisson, Ludwig Quidde

## Święta ruchome
- Tłusty czwartek: 24 lutego
- Ostatki: 1 marca
- Popielec: 2 marca
- Niedziela Palmowa: 10 kwietnia
- Wielki Czwartek: 14 kwietnia
- Pamiątka śmierci Jezusa Chrystusa: 15 kwietnia
- Wielki Piątek: 15 kwietnia
- Wielka Sobota: 16 kwietnia
- Wielkanoc: 17 kwietnia
- Poniedziałek Wielkanocny: 18 kwietnia
- Wniebowstąpienie Pańskie: 26 maja
- Zesłanie Ducha Świętego: 5 czerwca
- Boże Ciało: 16 czerwca